# Delhi
Pour les articles homonymes, voir Delhi (homonymie).
Ne doit pas être confondu avec New Delhi.
Delhi (en hindi : दिल्ली, Dillī, /ˈdɪlːiː/ ; en ourdou : دہلی, Dêhlī /ˈdɛɦliː/ ; en pendjabi : ਦਿੱਲੀ, /ˈdɪlːiː/), officiellement le territoire de la capitale nationale de Delhi, est une ville et un territoire du nord de l'Inde, contenant en son sein New Delhi, la capitale fédérale du pays.
Delhi est située sur les bords de la rivière Yamuna, et est depuis longtemps une ville importante, placée sur les routes de commerce du nord-ouest aux plaines du Gange. Elle a été la capitale historique de plusieurs empires indiens. Delhi est notamment rattachée à l'Empire moghol en 1526 après la victoire du prince Babur face au dernier sultan de Delhi. Les Moghols établissent leur capitale dans la partie de la ville maintenant connue comme le Old Delhi (vieux Delhi). Elle reste capitale jusqu'en 1707 et la défaite des Moghols face aux Marathas. Au début du XXe siècle, pendant la colonisation britannique, le gouvernement britannique décide de déplacer la capitale de Calcutta, jugée trop excentrée, vers la ville de Delhi : New Delhi est ainsi construite au sud de la vieille ville et devient la capitale de l'Empire britannique des Indes en 1911. En 1947, l'Inde indépendante confirme New Delhi comme capitale du nouveau pays : New Delhi, située au sein du territoire de la capitale nationale, accueille les institutions du gouvernement central de la République d'Inde, y compris le Parlement.
Delhi est constituée en un territoire de la capitale nationale de Delhi (anglais : National Capital Territory of Delhi) doté de sa propre assemblée législative. Le territoire se compose de trois administrations municipales (Delhi, New Delhi et le cantonnement de Delhi) et compte en tout 16,7 millions d'habitants en 2011, et d'après les dernières estimations de l'ONU, 25 millions en 2020/2021 Les projections de l'ONU estiment que l'agglomération de Delhi compte au total 26 millions d'habitants, ce qui en fait en 2021 la quatrième aire urbaine du monde.
Comme beaucoup d'autres grandes villes de pays en développement, Delhi souffre de problèmes d'urbanisation tels que la pollution, les embouteillages et la pénurie des ressources.

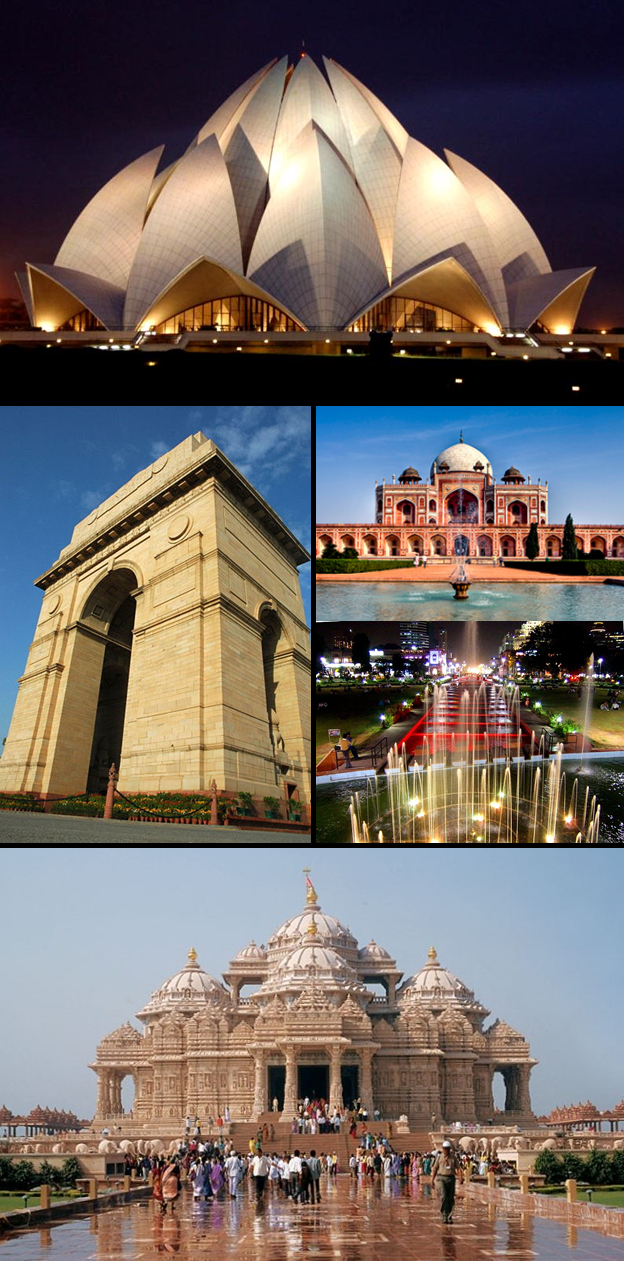
Le temple du Lotus, la porte de l'Inde, le tombeau d'Humayun, Connaught Place et le temple Akshardham.

## Étymologie
Il existe de nombreuses légendes sur l'origine du nom de « Delhi ». Selon l'une d'entre elles, il serait dérivé de « Dhillu » ou « Dilu », un roi qui a bâti la ville en 50 av. J.-C. et lui a donné son nom,,. Selon une autre légende, le nom de la ville est basé sur le mot hindi/prâkrit dhili, « lâche », et était utilisé par le clan Tomara en référence au pilier de fer de Delhi dont les fondations étaient faibles et avaient dû être déplacées Les pièces de monnaie en circulation dans la région sous les Tomara étaient appelées « dehliwal ». Enfin, selon le Bhavishya Purana, le roi Prithiviraja d'Indraprastha a fait construire un nouveau fort pour toutes les castes de son royaume et lui a donné le nom de dehali.
Certains historiens pensent que le nom est dérivé de Dilli, une déformation de dehleez ou dehali, deux termes signifiant « seuil » ou « entrée », symboliques de la situation de la ville comme porte d'entrée de la plaine du Gange,. Une autre théorie suggère que le nom original de la ville était Dhillika.
Les habitants de Delhi sont appelés « Dilliwalahs » ou « Delhiites ».

## Histoire

### Premiers peuplements
La région de Delhi était probablement habitée dès avant le second millénaire avant Jésus-Christ et il existe des preuves d'un habitat continu depuis le VIe siècle av. J.-C.. Si Delhi est assimilé à Indraprastha, la capitale légendaire des Pandava selon le Mahabharata, les plus anciennes traces architecturales remontent à la période maurya (env. 300 av. J.-C.) : en 1966, une inscription de l'empereur Ashoka a été découverte près Srinivaspuri.

### Premières cités

On suppose que le Pilier de fer de Delhi a été créé au temps de Chandragupta II (375–413) de l'Empire Gupta,.

Les restes de huit cités majeures ont été découverts à Delhi ; les cinq premières se trouvaient dans ce qui est aujourd'hui le sud de Delhi. En 736 apr. J.-C., Anangpal, de la dynastie Tomara, fonde la ville de Lal Kot. Lal Kot est conquise par les Chauhan en 1180, ils la renomment Qila Rai Pithora.
Le roi Prtithviraj Chauhan est défait en 1192 par l'envahisseur afghan Muhammad Ghûrî, dans un effort concerté de conquérir l'Inde du Nord. Vers 1200, la résistance hindoue s'effondre. La domination de dynasties musulmanes sur l'Inde dure alors pendant cinq siècles.

### Sultanat de Delhi

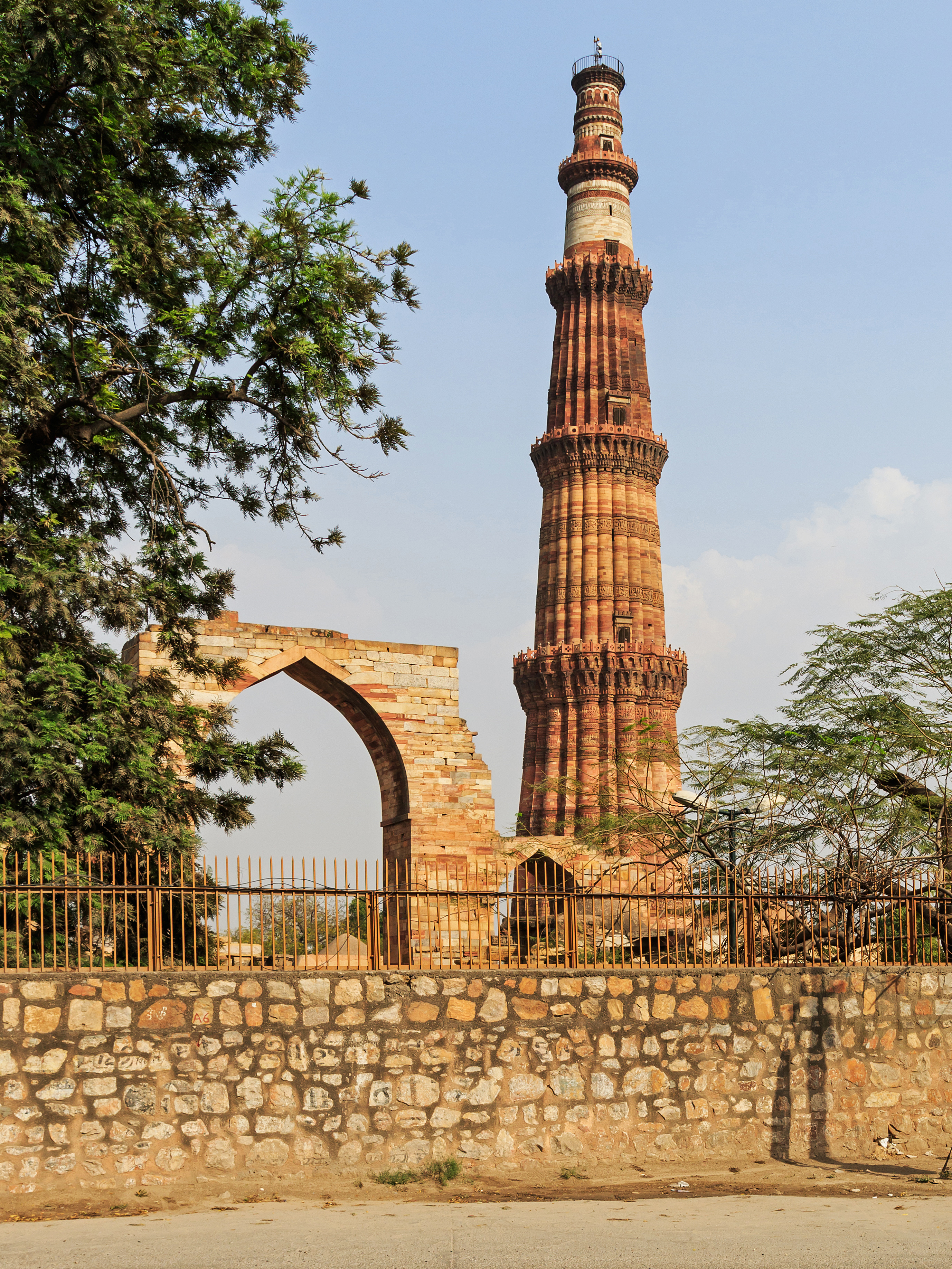
Avec 72.5 m, le Qûtb Minâr est l'un des plus hauts minarets du monde.

Après la mort de Ghûrî en 1206, le général turc Qûtb ud-Dîn Aibak s'émancipe de la dynastie des Ghorides et devient le premier sultan de Delhi. Il commence la construction de Qûtb Minâr et de la mosquée Quwwat-al-Islam (« puissance de l'Islam »), la première des grandes mosquées d'Inde. Qûtb ud-Dîn Aibak fait face à d'importantes rébellions hindoues et c'est son successeur Îltutmish (1211-1236) qui consolide la conquête musulmane du nord de l'Inde,.
À la dynastie des esclaves fondée par Aibak, succèdent pendant trois cents ans d'autres dynasties turques et une afghane (les Lodi). Durant cette période, Delhi devient un centre majeur du soufisme.
La dynastie des esclaves est renversée en 1290 par les Khaldjî (1290-1320). Le second Kaldjî, Alâ ud-Dîn, étend le contrôle du sultanat jusqu'au sud de la rivière Narmada, dans le Deccan. Le sultanat de Delhi atteint son expansion maximale sous le règne de Mouhammed ibn Tughlûq (1325-1351). Dans l'espoir de contrôler l'ensemble du Deccan, Mouhammed ibn Tughlûq déplace sa capitale vers Daulatabad, au centre de l'Inde. Ce faisant, il perd le contrôle du nord et est finalement obligé de retourner à Delhi. Les provinces du sud s'émancipent du contrôle de Delhi puis, sous le règne de Fîrûz Shâh Tughlûq (1351-1388), celles du nord également. En 1398, Delhi est prise et mise à sac par Tamerlan, qui massacre 100 000 personnes. Le sultanat continue de décliner sous la dynastie des Sayyîd (1414-1451) et se réduit à la ville de Delhi et son arrière-pays. La dynastie des Lodi (1451-1526) permet au sultanat de reprendre le contrôle du Pendjab et de la plaine du Gange mais, en 1536, Babur met fin au sultanat et fonde la dynastie moghole.

### Empire moghol

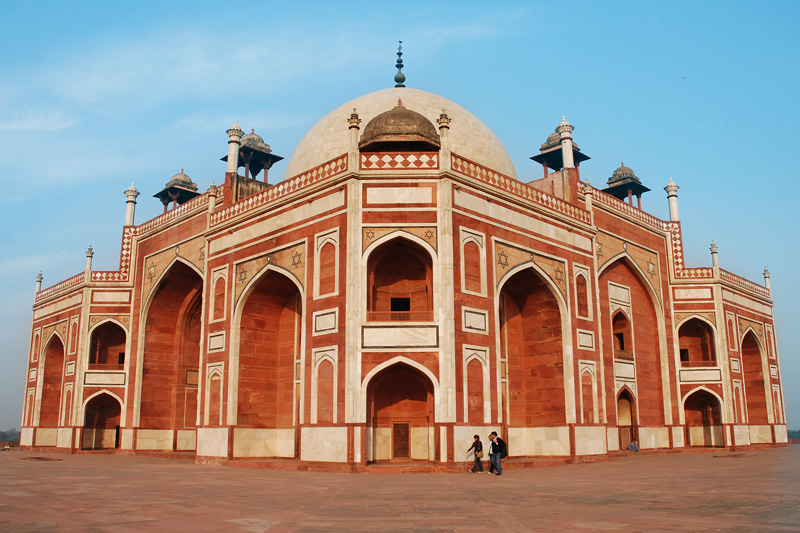
Construite en 1560, la tombe de Humâyûn est le premier exemple de mausolée moghol.

En 1526, Babur, un descendant de Gengis Khan et Tamerlan de la vallée de la Ferghana (aujourd'hui en Ouzbékistan, envahit l'Inde et défait le dernier sultan Lodi lors de la première bataille de Panipat. Il fonde ainsi l'Empire moghol qui domine Delhi pour plus de trois siècles,
En 1553, le roi hindou Hemu accède au trône de Delhi en battant les forces mogholes d'Humâyûn à Agra et Delhi mais les Moghols regagnent la ville lorsqu'Akbar défait Hemu à la deuxième bataille de Panipat en 1556,,.

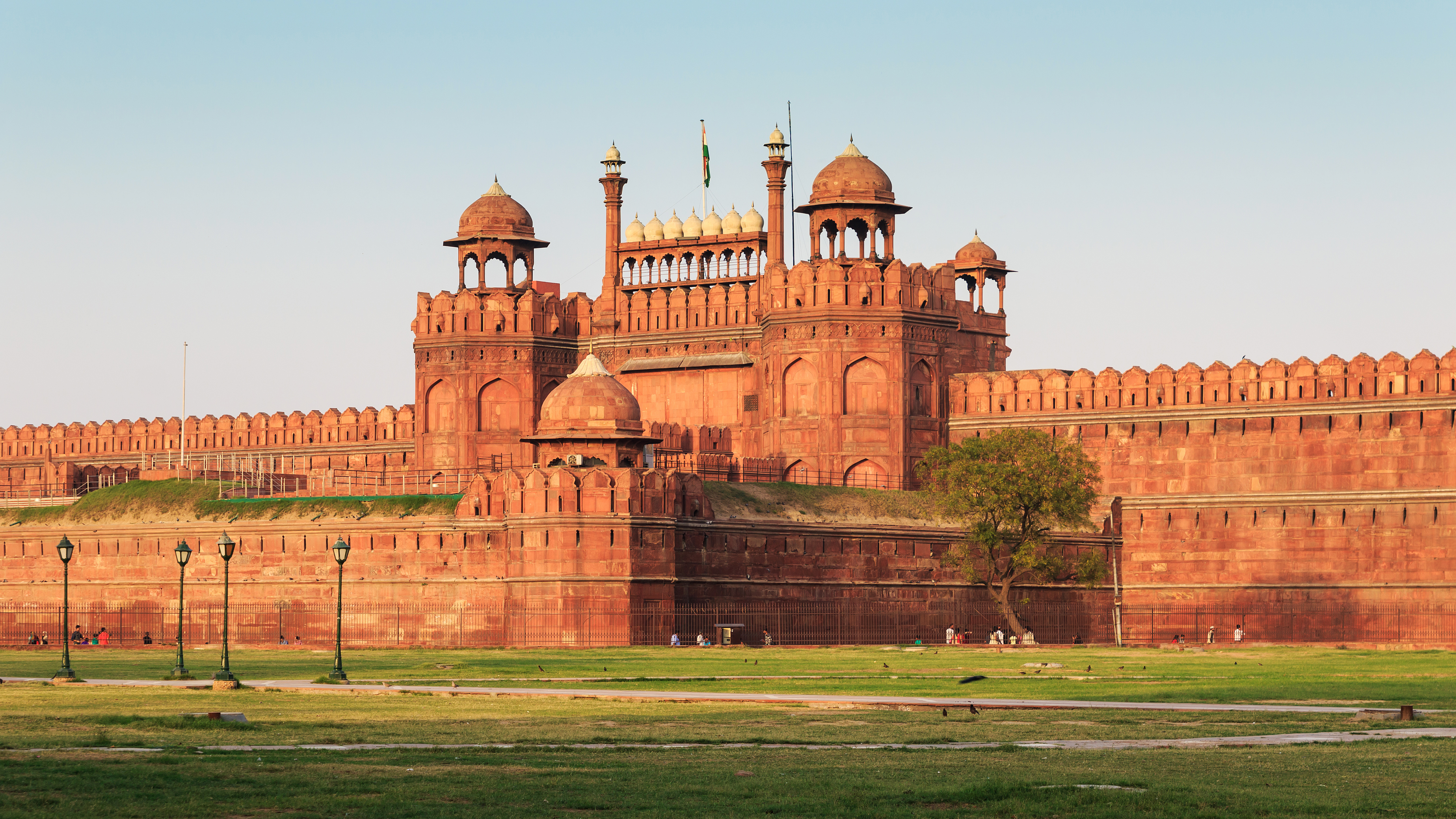
Le Fort Rouge est aujourd'hui le lieu où le Premier ministre de l'Inde s'adresse à la nation à l'occasion de la fête nationale, chaque 15 août.

Au XVIIe siècle, l'empereur Shâh Jahân fait construire la ville fortifiée de Shahjahanabad (aujourd'hui, la « Vieille Delhi »), qui devient la capitale de l'empire à partir de 1638 et qui abrite le Fort Rouge, Chandni Chowk et la Grande Mosquée.
Après 1720, l'Empire moghol décline rapidement alors que l'Empire marathe hindou gagne en importance. En 1737, les Marathes mettent à sac Delhi après leur victoire contre les Moghols à la première bataille de Delhi. En 1739, l'Empire moghol perd la bataille de Karnal et le roi perse Nader Chah envahit et pille Delhi, emportant de nombreux trésors dont le trône du Paon. Un traité signé en 1752 fait des Marathes les protecteurs du trône moghol à Delhi.
En 1757, le dirigeant afghan Ahmad Chah Durrani met à sac Delhi. Il retourne en Afghanistan en laissant derrière lui un empereur moghol fantoche. Les Marathes occupent alors de nouveau Delhi en 1758 avant d'être défaits à la troisième bataille de Panipat, alors que Delhi est de nouveau prise par Ahmad Shâh. Toutefois, en 1771, le Marathe Madhava Rao Sindhia capture Delhi et y installe Shah Alam II.
En 1803, lors de la Seconde Guerre anglo-marathe, les forces de la Compagnie britannique des Indes orientales battent les Marathes à la bataille de Delhi  et Shah Alam II se place sous leur protection.
Lors de la grande rébellion de 1857, Delhi n'est reprise par la Compagnie qu'après un siège sanglant. Les troupes britanniques attaquèrent le 14 septembre 1857 la ville assiégée. Les rebelles pris furent exécutés, ainsi que nombre de civils. Dans le seul quartier de Kucha Chela, quelque mille quatre cents civils furent abattus. Les personnes qui survécurent furent emmenées à la campagne puis livrées à elles-mêmes.
Après la révolte, le dernier empereur moghol Muhammad Bahâdur Shâh est déchu et exilé en Birmanie par les Britanniques. La plupart de ses seize fils furent pendus.

### Raj britannique

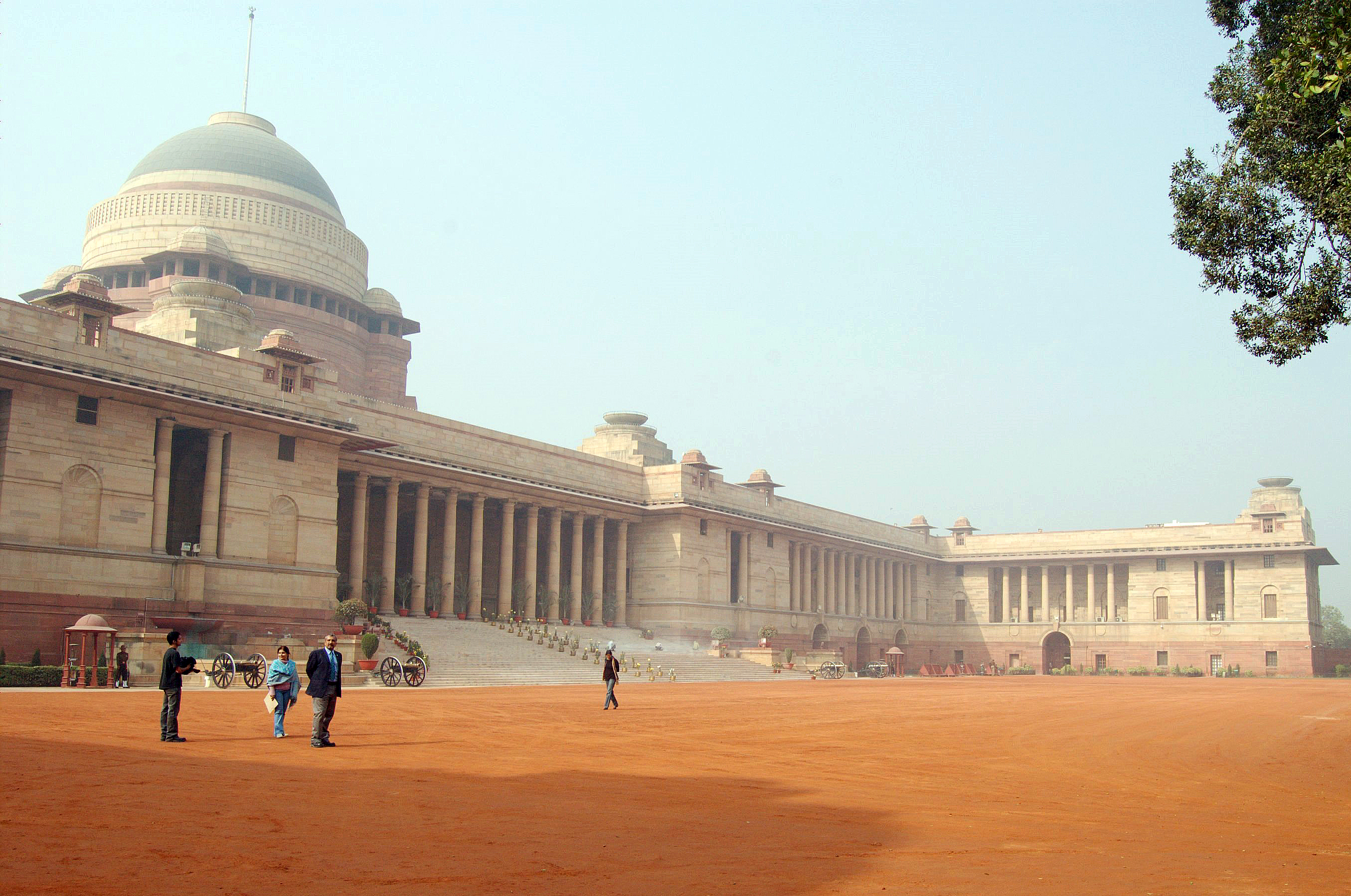
New Delhi, dominée par l'immense résidence du Vice-roi, est inaugurée en 1927.

À la suite de la rébellion de 1857, la Compagnie des Indes est dissoute et l'Inde passe sous le contrôle direct du gouvernement britannique en 1858. Delhi devient un district de la province du Penjab.
En 1911, lors du durbar de George V, le roi-empereur annonce le transfert de la capitale de l'Empire des Indes de Calcutta à Delhi. Une nouvelle ville, nommée « New Delhi » à partir de 1927, est construite au sud de la vieille ville par l'architecte britannique Edwin Lutyens. Combinant les architectures britannique et indigène, la nouvelle capitale se veut un témoignage de la grandeur de l'Empire britannique. Elle est inaugurée le 13 février 1931.

### Inde indépendante

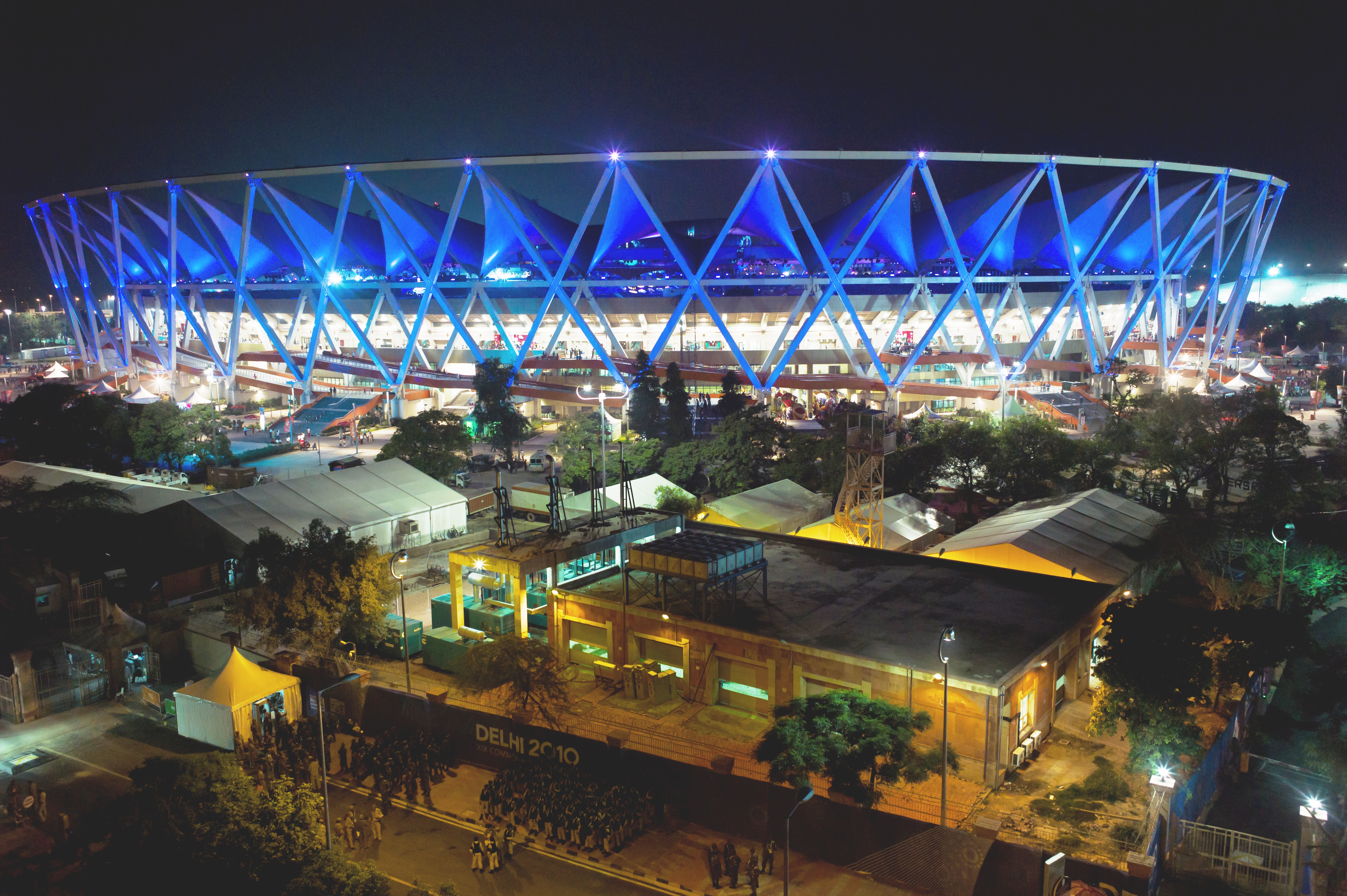
En 2010, la cérémonie d'ouverture des Jeux du Commonwealth a lieu au stade Jawaharlal Nehru.

Après l'Indépendance de l'Inde le 15 août 1947, New Delhi est réaffirmée comme capitale du nouveau pays.
La partition des Indes poussent des milliers de réfugiés hindous et sikhs, principalement du Penjab occidental, à fuir vers Delhi alors que de nombreux musulmans de la ville migrent vers le Pakistan.

Programmes d'amélioration des bidonvilles de Delhi en 1983. Institute for Housing and Urban Development Studies
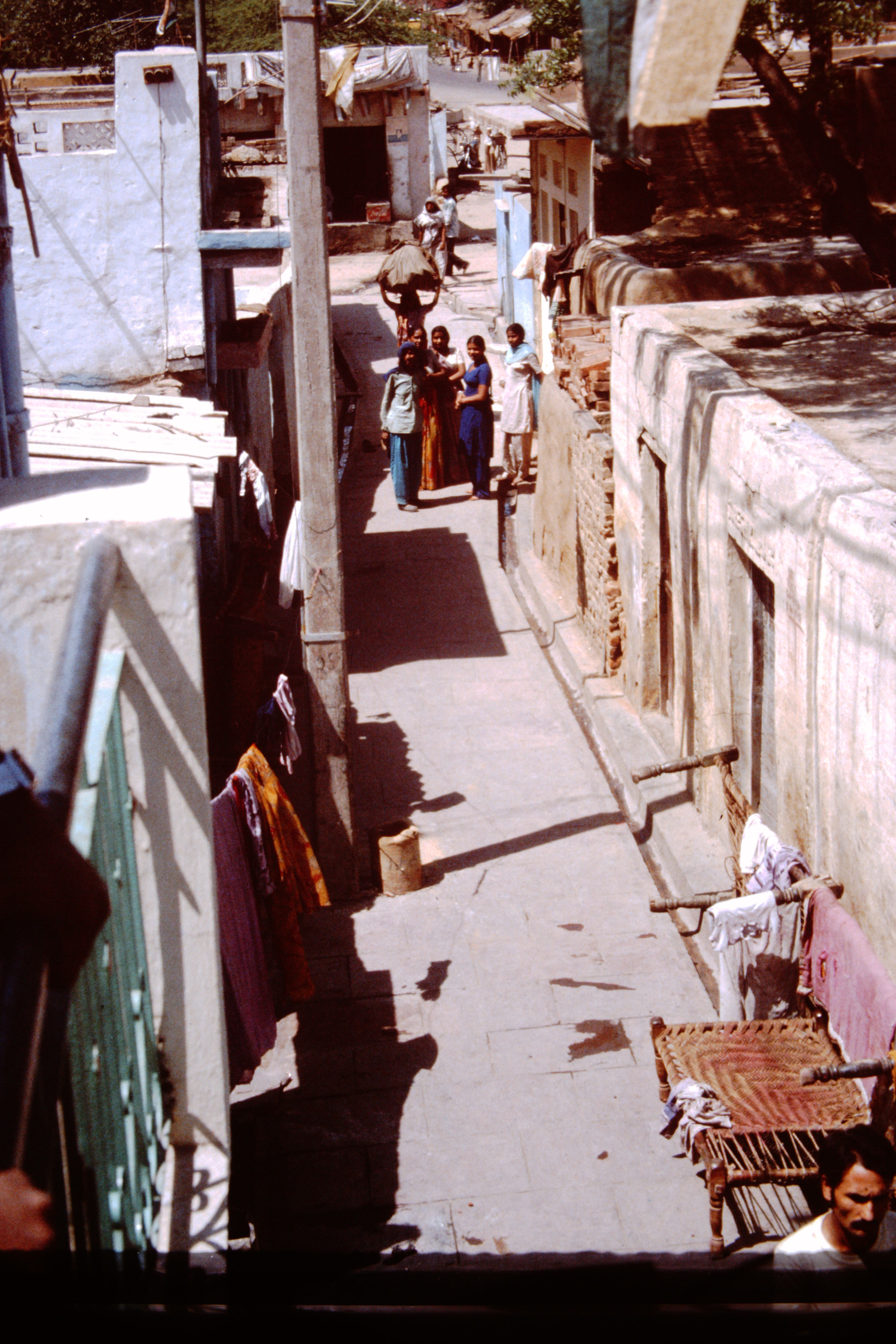
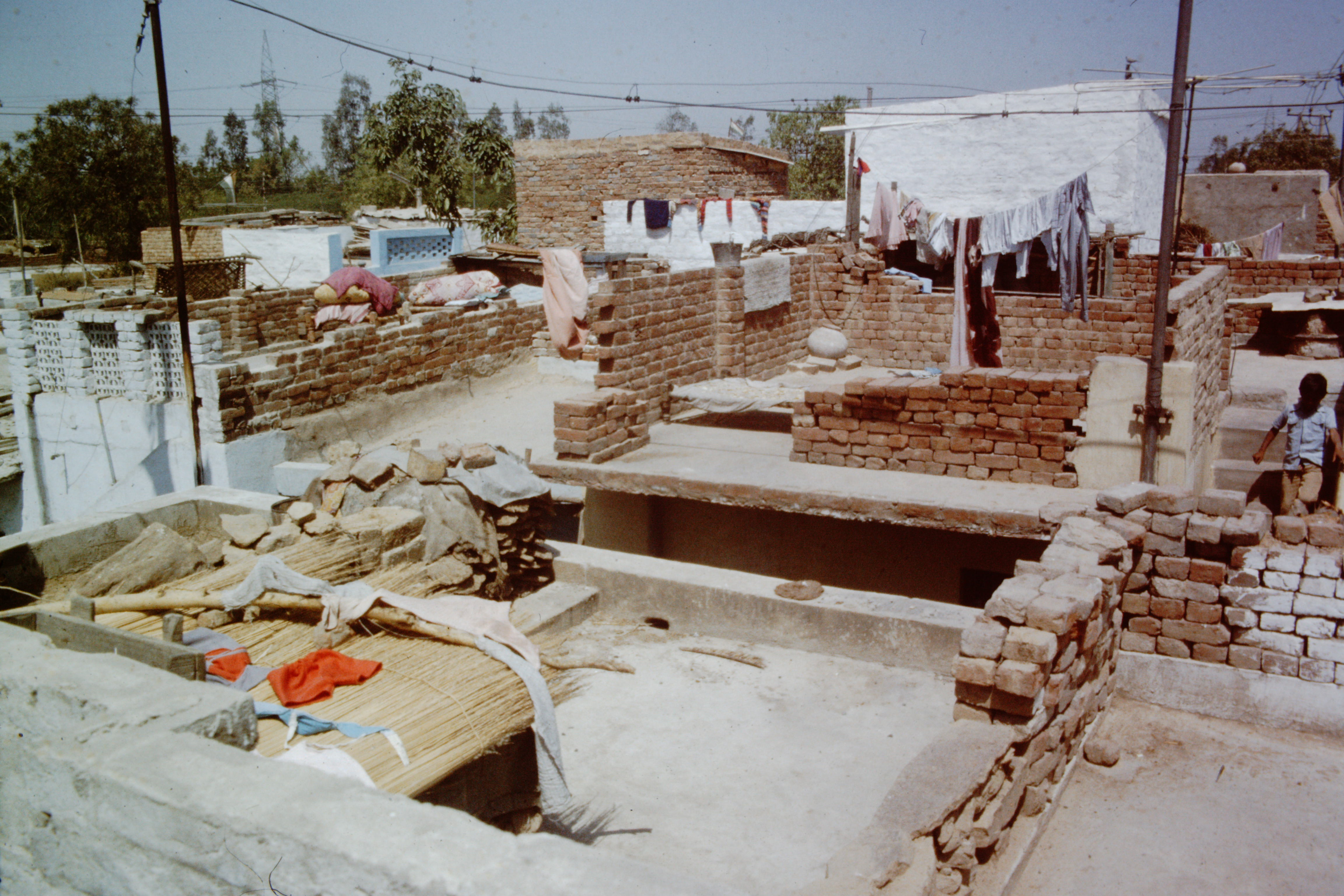
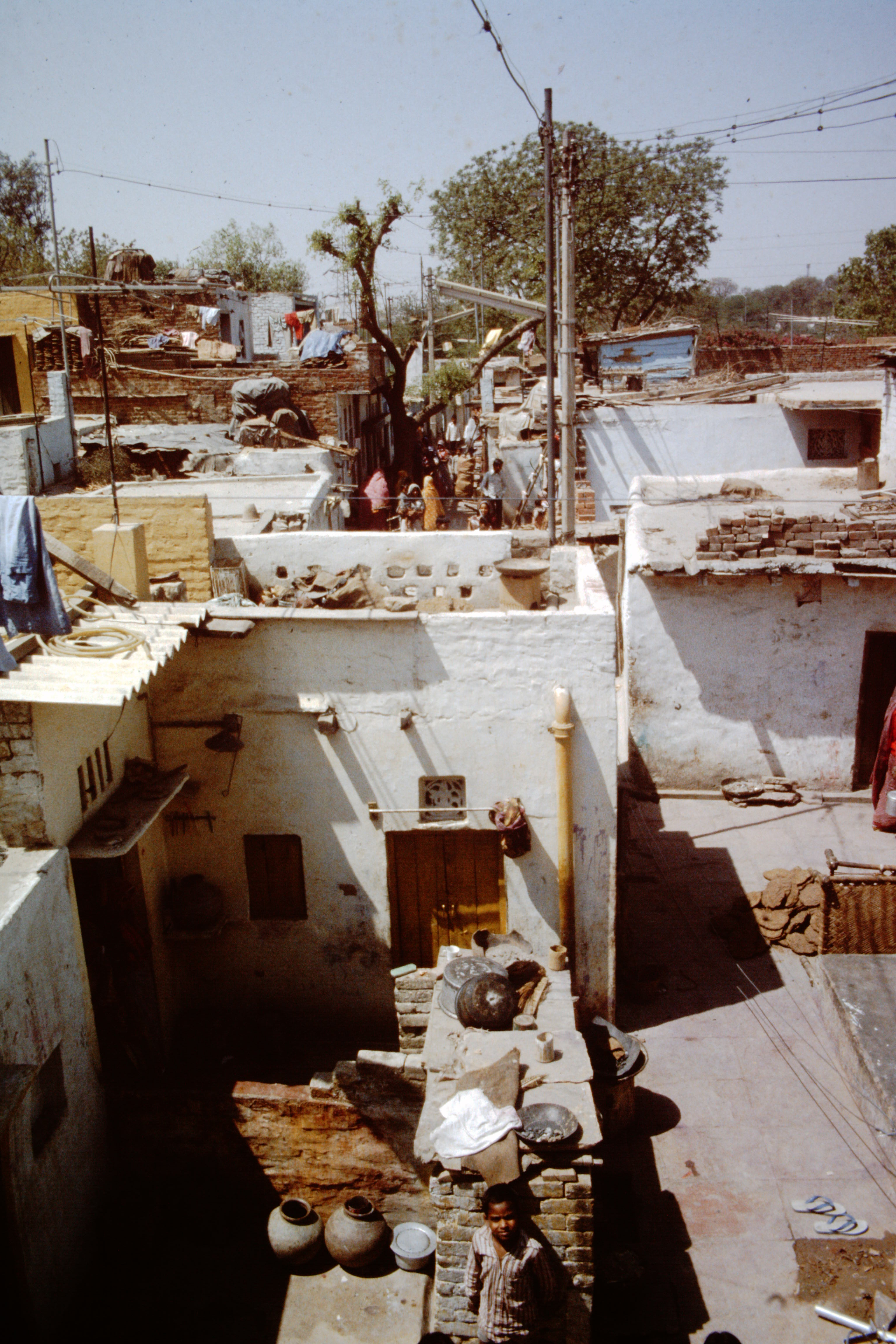
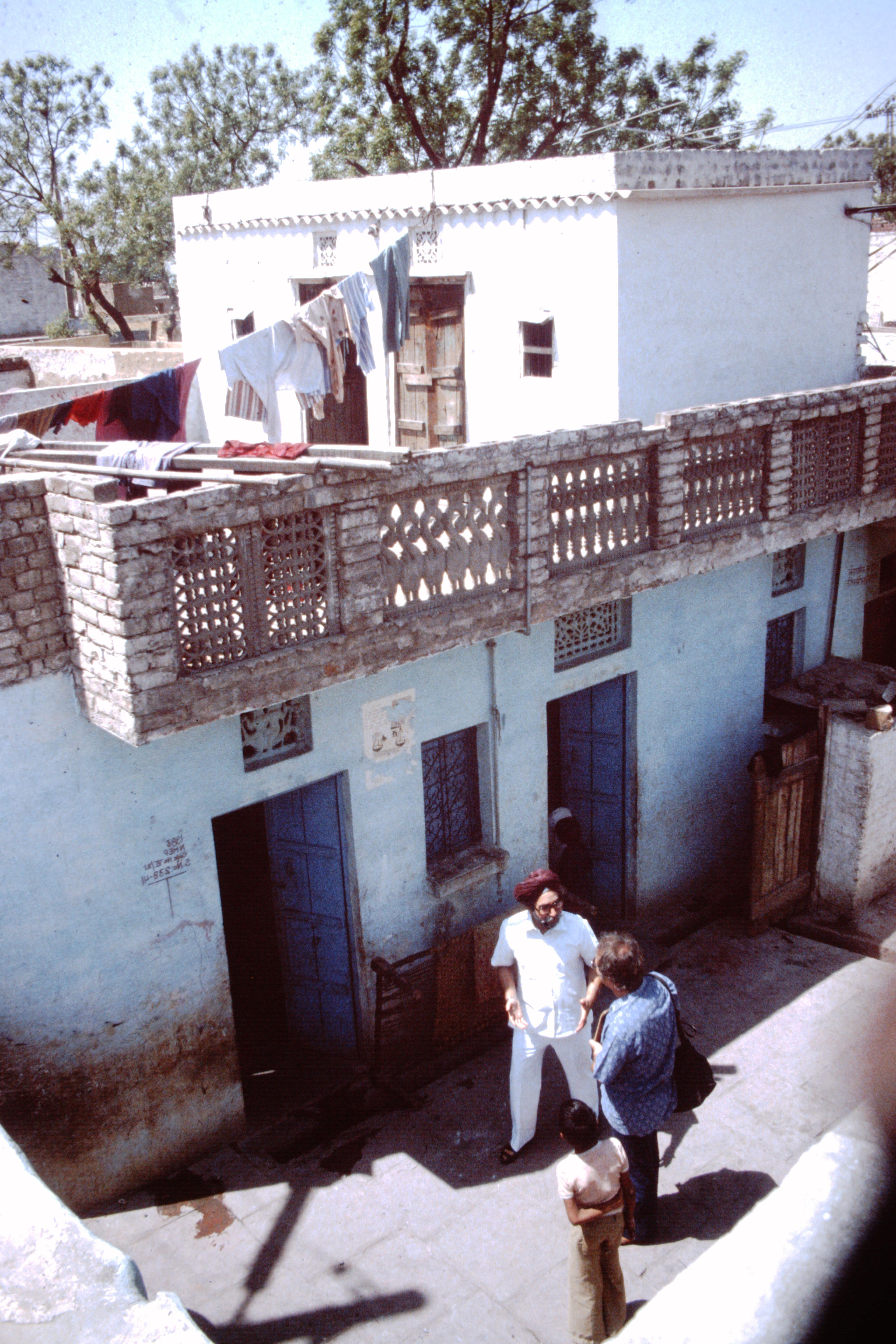

En 1991, un amendement à la Constitution fait du territoire de Delhi le « territoire de la Capitale nationale de Delhi ». Le territoire est alors doté de sa propre Assemblée législative et de son gouvernement.
En décembre 2001, puis de nouveau en octobre 2005 et septembre 2008, Delhi est victime d'attentats terroristes,.
En 2002 la première ligne du métro de Delhi entre en service.
Dans les années 2000, la ville fait l'objet d'importantes démolitions de bidonvilles et d'habitat dégradés, la population habitant dans ces habitations passant de 27 % de la population de la ville en 1998 à 11 % en 2012, soit encore environ 1,5 million de personnes. Ces démolitions ont induit ainsi le déplacement d'environ un million de personnes contraintes de reconstruire leur habitation en périphérie dans des parcelles allouées. Cette politique a été renforcée lors de la préparation des Jeux du Commonwealth de 2010.
En 2010, Delhi est l'hôte des Jeux du Commonwealth.

## Géographie

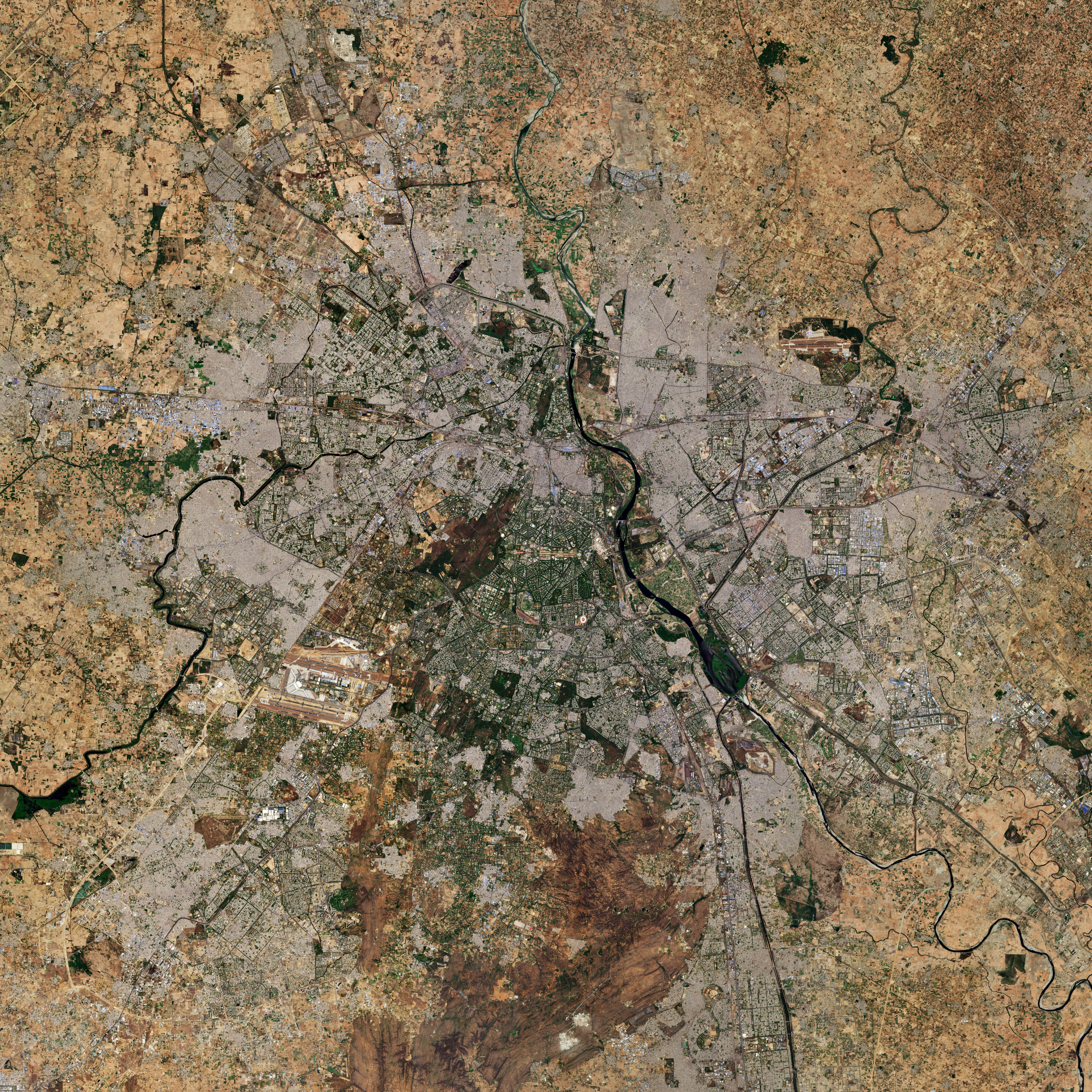
La région de Delhi vue par le satellite Sentinel-2.

Le territoire de la Capitale nationale de Delhi couvre une superficie de 1 481 km2, dont 783 km2 sont considérés comme ruraux et 698 km2 urbains. Il est entouré des États de l'Haryana au nord, à l'ouest et au sud et de l'Uttar Pradesh à l'est. Durant la colonisation britannique, Delhi faisait partie de la province du Penjab.
La rivière Yamuna traverse la ville du nord au sud, et la majeure partie de la ville se trouve sur sa rive droite. La plaine de la Yamuna, dont le cours constitue la frontière historique entre le Pendjab et l'Uttar Pradesh, offre un sol alluvial fertile mais sujet aux inondations.
L'arête de Delhi est un petit massif qui trouve son origine dans la chaîne des Aravalli et qui entoure les parties ouest, nord-est et nord-ouest de la ville. Elle atteint l'altitude de 318 m.
Delhi est considérée comme à risque au niveau sismique, mais peu de tremblements de terre ont eu lieu dans l'histoire récente.
Selon les estimations du gouvernement, Delhi devrait commencer à manquer d'eau souterraine dès 2020.

### Pollution
Le territoire de Delhi est le plus pollué au monde selon un rapport de l’organisation IQAir publié en 2020, en raison de ses usines, de sa circulation routière et des feux agricoles allumés chaque hiver.

### Climat

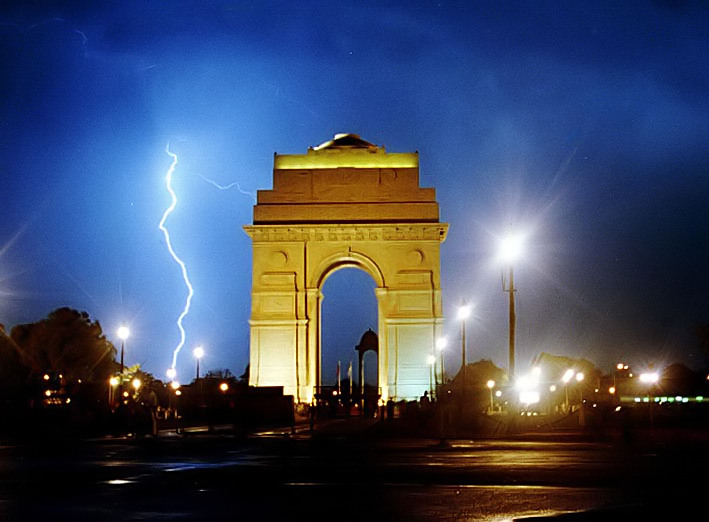
La foudre près d'India Gate à New Delhi.

Delhi bénéficie d'une version atypique d'un climat subtropical humide (Cwa). La saison chaude dure d'avril à juin avec une température maximale moyenne au-dessus de 36 °C. La mousson arrive généralement à la fin juin, avec une hausse de l'humidité et de fortes précipitations. L'hiver est bref et doux et commence fin novembre. Les températures les plus froides ont lieu en janvier et le brouillard est alors fréquent. La moyenne des températures maximales en hiver est de 23 °C.
Delhi connait ses températures les plus élevés pour un mois de juin en 2019, avec des températures dépassant les 48 degrés.
| Mois                                | jan. | fév. | mars | avril | mai  | juin | jui. | août | sep. | oct. | nov. | déc. | année |
| ----------------------------------- | ---- | ---- | ---- | ----- | ---- | ---- | ---- | ---- | ---- | ---- | ---- | ---- | ----- |
| Température minimale moyenne (°C)   | 7,6  | 10,1 | 15,3 | 21,6  | 25,9 | 27,8 | 26,8 | 26,3 | 24,7 | 19,6 | 13,2 | 8,5  | 18,9  |
| Température moyenne (°C)            | 14,3 | 16,8 | 22,3 | 28,8  | 32,5 | 33,4 | 30,8 | 30   | 29,5 | 26,3 | 20,8 | 15,7 | 25,1  |
| Température maximale moyenne (°C)   | 21   | 23,5 | 29,2 | 36    | 39,2 | 38,8 | 34,7 | 33,6 | 34,2 | 33   | 28,3 | 22,9 | 31,2  |
| Précipitations (mm)                 | 19   | 20   | 15   | 21    | 25   | 70   | 237  | 235  | 113  | 17   | 9    | 9    | 790   |
| Nombre de jours avec précipitations | 1,7  | 2,5  | 2,5  | 2     | 2,8  | 5,5  | 13   | 12,1 | 5,7  | 1,7  | 0,6  | 1,6  | 51,6  |

## Démographie

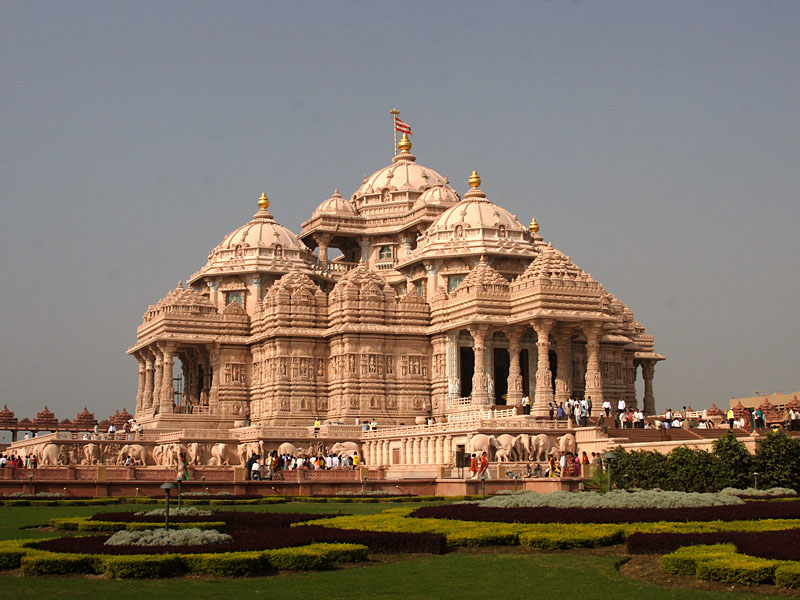
Le temple Akshardham, un des plus grands temples hindous au monde.

D'après le recensement de 2016, la population de Delhi s'élève à 26 495 000 habitants dans l'agglomération, pour une densité de 11 297 habitants/km2. Le ratio de genre est de 866 femmes pour 1 000 hommes, le taux d'alphabétisme est de 86.34 %.
Après 2015, Delhi devrait être la troisième mégapole du monde par la population, après Tokyo et Bombay. Delhi pourrait devenir la ville la plus peuplée du monde à l'horizon 2030. Des estimations locales de 2015 indiquent 18 200 000 habitants.
L'hindouisme est la plus importante religion de Delhi, avec 81 % de la population. La ville compte également des communautés minoritaires plus ou moins nombreuses, musulmane (11,7 %), sikh (5 %), jaïne (1,1 %), chrétienne (0,84 %) et bahaïe (0,1 %),.
La principale langue de Delhi est l'hindoustani (hindi et ourdou). Il y a une importante communauté pendjabie.
Selon une estimation de 1999/2000, le nombre total de personnes vivant sous le seuil de pauvreté était de 1,1 million, soit 8,23 % de la population (contre 27,5 % dans toute l'Inde) et 52 % des résidents de Delhi vivaient en bidonville.

## Administration et politique

### Territoire de la Capitale nationale
En vertu de la Constitution de l'Inde, Delhi constitue le territoire de la Capitale nationale doté, contrairement à la plupart des autres territoires du pays, d'une Assemblée législative composée de 70 membres élus tous les cinq ans.
Le pouvoir exécutif est exercé par un gouvernement composé d'un ministre en chef et de ministres. Le ministre en chef est responsable devant l'Assemblée législative et nommé par un lieutenant-gouverneur dont le rôle est principalement honorifique.
Le territoire a toutefois moins de pouvoir qu'un État : le gouvernement de Delhi est par exemple responsable des transports mais la police reste du ressort du gouvernement central.

### Municipalités

Carte des municipalités de Delhi de 2012 à 2022.

Le territoire de Delhi compte trois administrations municipales distinctes :
- le conseil municipal de New Delhi (New Delhi Municipal Council, NDMC), capitale à la fois de l'Inde et du territoire de Delhi ;
- la corporation municipale de Delhi (Delhi Municipal Corporation), l'une des plus grandes municipalités du monde, administrant plus de 11 millions de personnes[55] ;
- le conseil du cantonnement de Delhi.

De 2012 à 2022, la corporation municipale de Delhi était divisée en trois corporations municipales : Delhi Est, Delhi Nord et Delhi Sud.

### Région de la Capitale nationale
L'aire métropolitaine de Delhi, qui comprend le territoire de Delhi et les districts voisins dans les États de l'Haryana, de l'Uttar Pradesh et du Rajasthan, constitue la région de la capitale nationale (National Capital Region ou NCR).
Dans son ensemble, la NCR compte plus de 22 millions d'habitants et génère 7,5 % du PIB indien.
La NCR est dotée d'une commission de planification et est notamment chargée de développer des villes d'équilibre à la périphérie de Delhi, telles que Gurgaon, Faridabad, Noida ou Ghaziabad, afin de réduire l'explosion de la population dans la capitale.

### Jumelages
Delhi est jumelée avec les villes suivantes :
- Chicago (États-Unis)
- Kuala Lumpur (Malaisie)
- Londres (Royaume-Uni)
- Moscou (Russie)
- Saint-Pétersbourg (Russie)
- Séoul (Corée du Sud)
- Tokyo (Japon)
- Oulan-Bator (Mongolie)

Villes partenaires :
- Paris (France)
- Erevan (Arménie)

Régions jumelles :
- Préfecture de Fukuoka (Japon)

## Économie

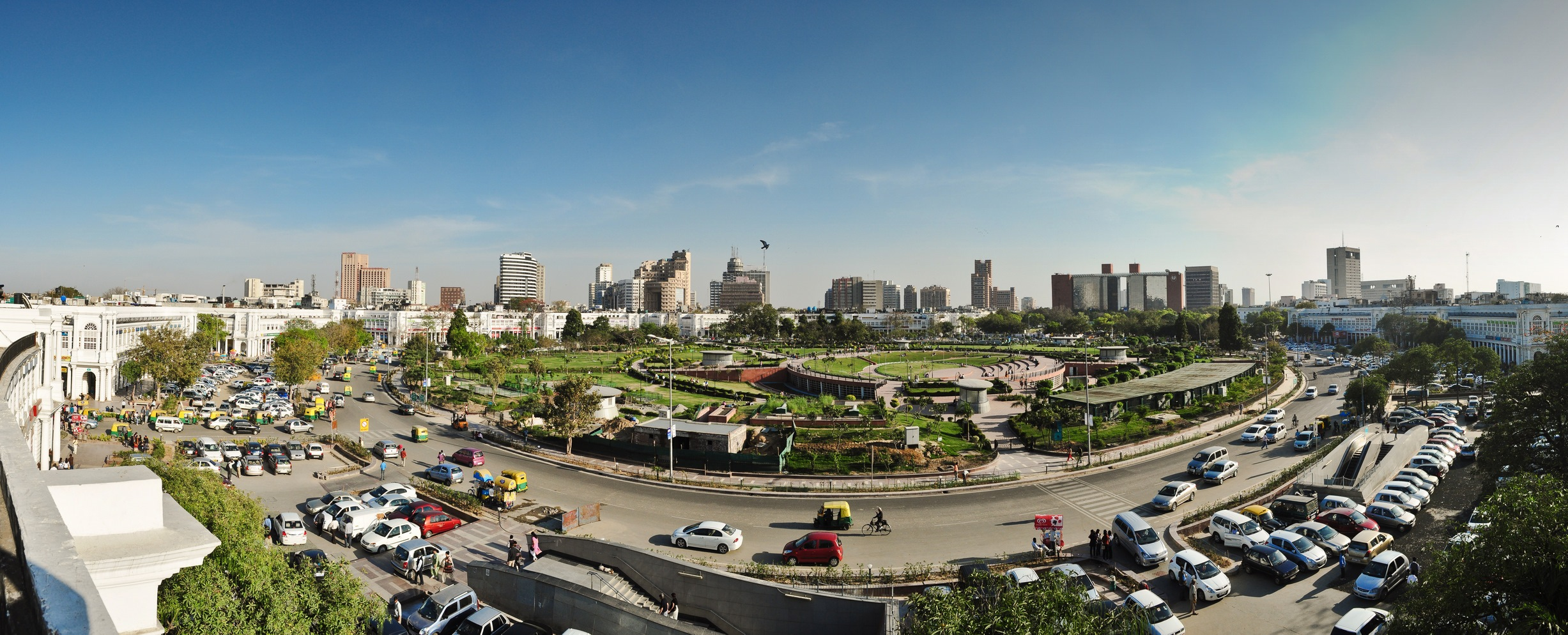
Connaught Place, important centre économique de la Région de la Capitale nationale.

Delhi est le centre économique le plus important de l'Inde du nord, avec un PIB de 1 578,17 milliards de roupies (6 300 milliards  en PPP). En 2013, le revenu par habitant à Delhi était de 4 500 000 , le plus élevé d'Inde.
Selon l'Economic survey of Delhi (2005-2006), le secteur tertiaire contribue pour 70,95 % de la richesse du territoire, suivi par le secteur secondaire à 22,20 % et le secteur primaire à 3,85 %. En plus du secteur public, les secteurs les plus importantes sont les technologies de l'information, les télécommunications, l'hôtellerie, les banques, les médias et le tourisme. En 2001, les salariés des secteurs gouvernementaux ou quasi-gouvernementaux étaient 620 000, contre 219 000 dans le secteur privé.
On compte également 1 440 000 ouvriers dans la ville.
La population active s'élève à 32,82 % de la population totale et s'est accrue de 52,52 % entre 1991 et 2011. Le taux de chômage s'élevait à 12,57 % en 1999-2000 et 4,63 % en 2003.

## Transport

### Réseau routier
Le réseau routier de Delhi compte 1 922,32 km par 100 km2, un des plus denses d'Inde. Il est connecté au reste du pays par les routes nationales (National Highways) NH 1 (la Grand Trunk Road), NH 2, NH 8, NH 10, NH 24, NH 76, NH 79.
Le réseau routier est entretenu par les cinq municipalités, le ministère des Travaux publics et l'Autorité de développement de Delhi (Delhi Development Authority).
Des voies expresses relient Delhi avec ses villes satellites de Gurgaon (Delhi-Gurgaon Expressway), Faridabad (Delhi-Faridabad Skyway), Noida et Greater Noida (Noida-Greater Noida Expressway),.
Toutefois le développement important de la ville crée une pression importante sur ses infrastructures. En 2008, le nombre de véhicules de la région métropolitaine s'élevait à 11,2 millions, soit 85 voitures pour 1 000 habitants.
Les bus prennent en charge 60 % des transports en commun de la ville. En 1998, la Cour suprême a obligé l'ensemble des véhicules de transport public de Delhi à rouler au gaz naturel comprimé : la Delhi Transport Corporation, l'entreprise publique qui gère le réseau de bus, dispose de la plus importante flotte de véhicules roulant au gaz naturel du monde.
Le Delhi Bus Rapid Transit System est une ligne de bus à haut niveau de service ouvert en 2010.

### Métro
Le métro de Delhi dessert Delhi, Gurgaon, Bahadurgarh, Faridabad, Noida et Ghaziabad. Ouvert à partir de 2002, c'est le 13e réseau au monde en termes de longueur : il compte 6 lignes pour 189,63 km et 142 stations, dont 35 souterraines.
Le métro est construit et géré par la Delhi Metro Rail Corporation, une société publique appartenant conjointement au gouvernement central et à celui du territoire de Delhi.

### Chemin de fer
Delhi est un nœud majeur du réseau nord du Indian Railways. La ville compte cinq gares principales : New Delhi, Delhi Junction (Old Delhi), Hazrat Nizamuddin, Anand Vihar Terminal et Sarai Rohilla.
Il existe également un réseau de train de banlieue, le Delhi Suburban Railway.

### Air
Delhi est desservi par l'aéroport international Indira-Gandhi, situé au sud-ouest de la ville. En 2006/2007, il a accueilli plus de 23 millions de passagers, en faisant l'un des plus importants d'Asie du Sud.

### Transport en commun
Le développement de la voiture individuelle a conduit au rétrécissement du réseau de bus de Delhi, réduit d'une centaine de lignes entre 2009 et 2021. La flotte de la société publique Delhi Transport Corporation a diminué de près de 50% en dix ans. Pourtant, il existe un lien direct entre le sous-investissement dans les transports publics et l'aggravation de la pollution atmosphérique dans la capitale, selon des experts en pollution de l'air.

## Culture

### Architecture

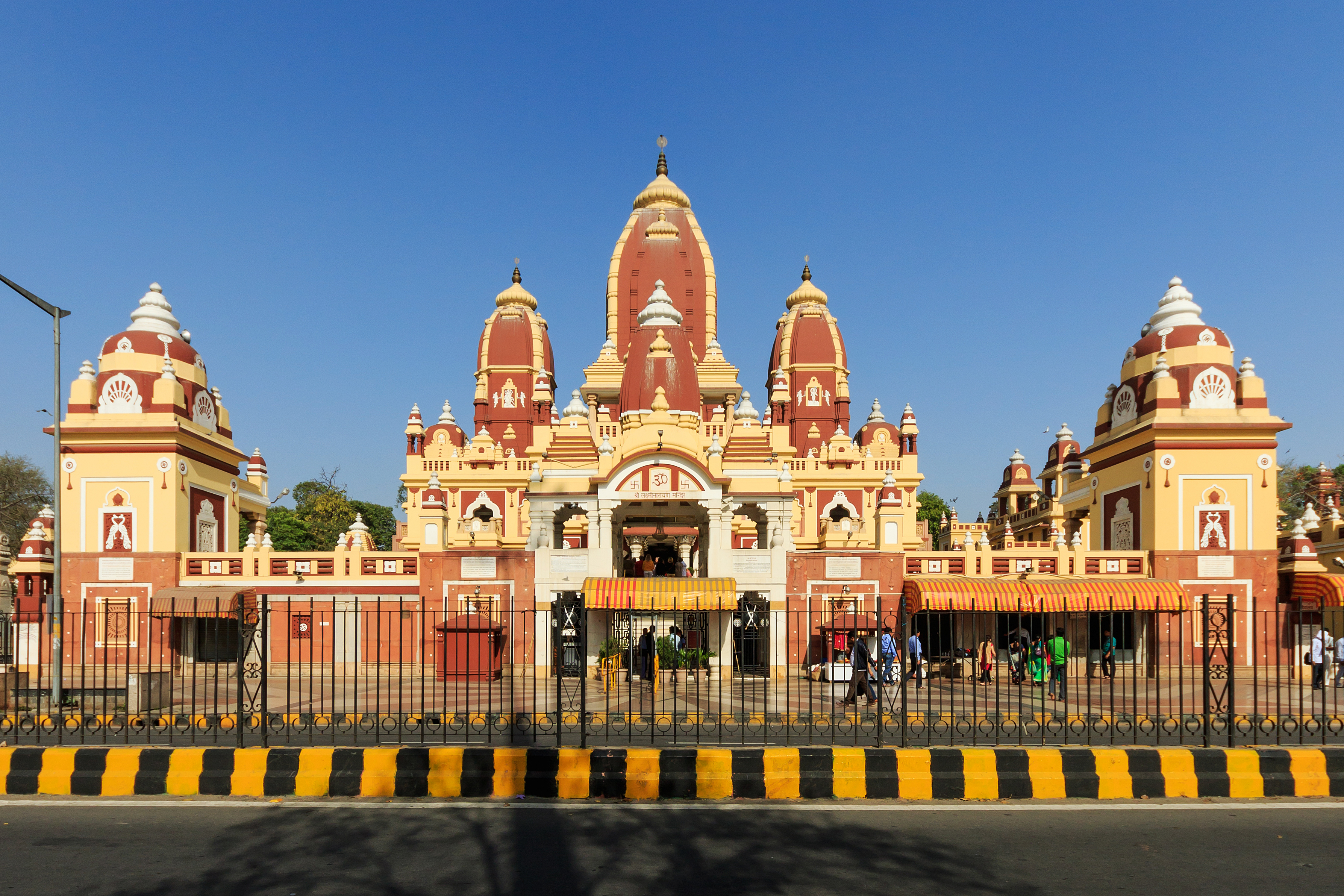
Une grande partie de la population indienne est hindouiste. Ici le célèbre Laxminarayan Temple de Delhi.

La culture de Delhi a longtemps été influencée par sa longue histoire et le fait qu’elle soit la capitale de l’Inde. Ceci est largement illustré par les nombreux monuments dispersés dans la ville. L’Inspection archéologique de l’Inde reconnaît 175 monuments à Delhi comme patrimoine national. La vieille ville est le site où les gouverneurs moghols et les sultans turciques construisirent plusieurs merveilles architecturales comme la plus grande mosquée d’Inde : Jama Masjid et le Fort Rouge. Trois sites classés au patrimoine mondial sont situés à Delhi : il s’agit du Qûtb Minâr, un minaret en brique, du tombeau d’Humâyûn et de la Porte de l'Inde. D’autres monuments comme le Jantar Mantar (un observatoire astronomique du XVIIIe siècle), Purana Qila (une forteresse du XVIe siècle), le temple du Lotus, le temple Laxminarayan et le temple Akshardham sont des exemples d’architecture plus moderne. Certaines maisons de New Delhi, les bâtiments du gouvernement et les résidences officielles rappellent l’architecture coloniale britannique. Le tombeau de Safdarjung est un exemple de jardin de style moghol.

### Festivals

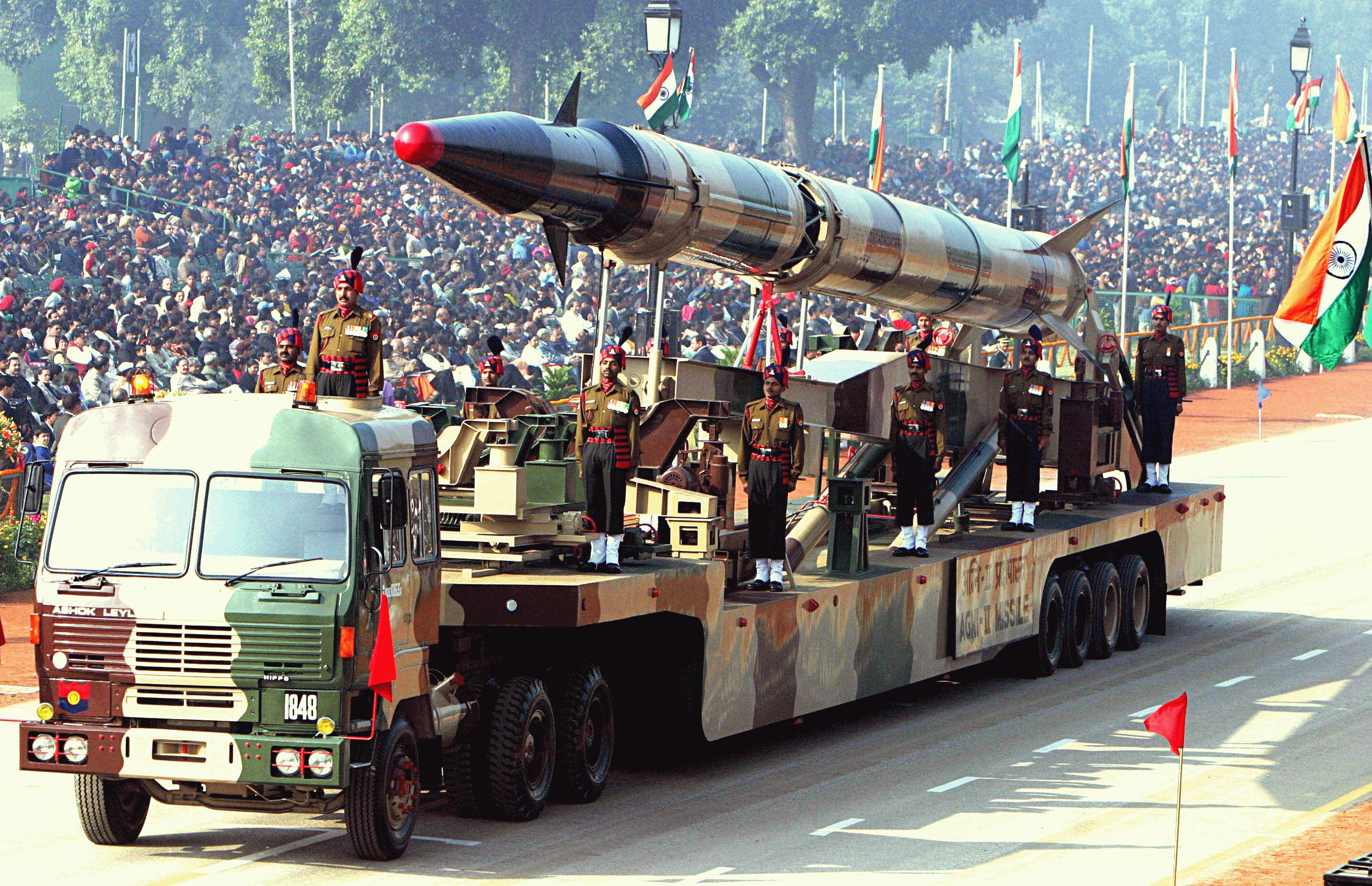
Lance missile Agni-II lors de la parade du Jour National de 2004.

Le fait que Delhi soit associée à la capitale New Delhi a amplifié dans la ville l’importance des événements nationaux comme le Jour National, le Jour de l’Indépendance ou Gandhi Jayanti, l’anniversaire de Gandhi qui sont célébrés avec grand enthousiasme à Delhi. 

Le Jour de l’Indépendance, le 15 août, le premier ministre d’Inde s’adresse à la nation depuis le Fort Rouge. La plupart des habitants de Delhi célèbrent la journée en faisant voler des cerfs-volants, considérés comme symbole de la liberté. La parade du Jour national (hindi : Gantantra Divas) qui a lieu le 26 janvier depuis 1950 est l’occasion pour l’état de montrer sa puissance militaire.

Les festivals religieux sont nombreux : Divali (festival de la lumière), Durgā pūjā, Holi (festival des couleurs ou équinoxe de printemps), Lohri, Mahashivatri, Eid ul-Fitr, Eid ul-Adha et Buddha Jayanti. Le Qûtb festival est un évènement culturel durant lequel des musiciens et danseurs de toute l’Inde se produisent sur scène toute la nuit devant le Qûtb Minâr. D’autres évènements se déroulent chaque année à Delhi, comme le festival des cerfs-volants, le festival international de la mangue depuis 1987, le festival Jashn-e-Rekhta de la langue et littérature ourdoues et Vasant Panchami, festival de l’été.

### Gastronomie
La cuisine pendjabie et les délices laissés par les moghols comme les kebabs et les biryanis sont populaires à Delhi. En raison de sa population cosmopolite, presque toutes les spécialités culinaires de l’Inde sont présentes à Delhi ; les cuisines rajasthanie, marathie, bengalie, hyderabadie ainsi que les spécialités du sud de l’Inde comme les idlis, sambar et dosa. Les spécialités locales sont plutôt les chaat et le Dahi-Papri. Plusieurs restaurants proposent de la cuisine internationale, en particulier italienne et chinoise.

### Marchés traditionnels

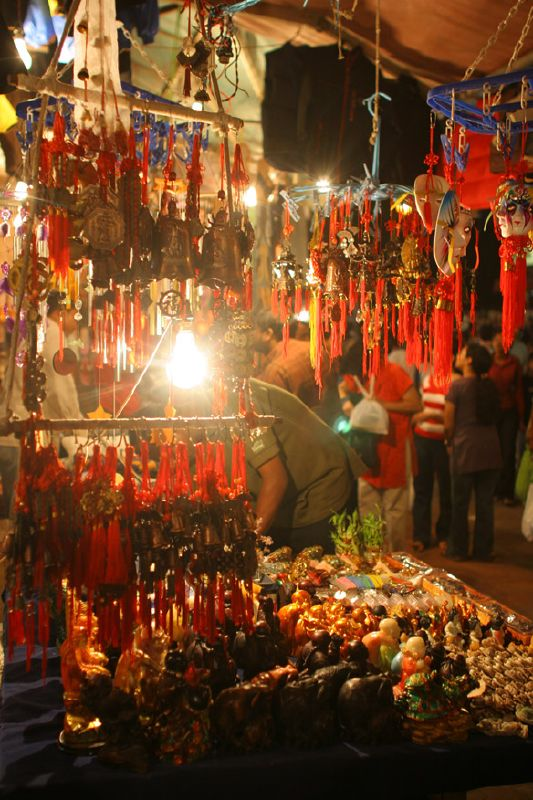
Marché traditionnel à Delhi.

Historiquement, Delhi est toujours resté un centre de commerce important du nord de l’Inde. L’ancienne partie de la ville garde encore des traces de la riche période moghole que l’on peut remarquer en déambulant dans les ruelles de la vieille ville parmi les nombreux bazars, dont le Bazar ourdou. 

Dans les vieux marchés de l’ancienne ville, on peut trouver toute une gamme éclectique de produits divers et variés : des mangues cuites à l’huile aux divers pickles en passant par les décoctions d’herbes de toutes les couleurs et les bijoux en argent. On y trouve aussi des vêtements de noce, du tissu, des épices et des pâtisseries. Certains des vieux havelis majestueux  sont toujours dans la vieille ville. Chandni Chowk, un marché vieux de trois siècles, est un des endroits les plus populaires pour faire des achats, en particulier pour les bijoux et les saris. 

De l’artisanat de Delhi, on peut noter le Zardozi, une broderie faite avec du fil d’or ainsi que le Meenakari, le travail des émaux. Dilli Haat, Hauz Khas et Pragati Maidan proposent une variété d’artisanat traditionnel indien. Cependant, on dit que la ville perd de sa propre identité et que son héritage socio-culturel se transforme en un mélange indéfini de cultures, en raison de l’afflux massif des Indiens de tout le pays.

### Musées
- Musée National
- National Gallery of Modern Art

## Éducation

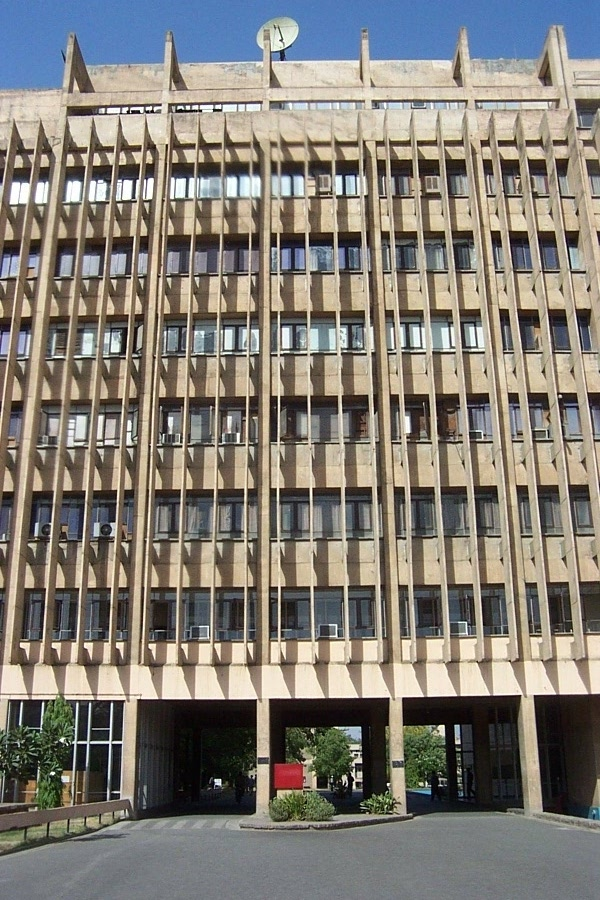
Institut indien de technologie de Delhi.

Les écoles et les établissements d'études supérieures de Delhi sont administrés par la Direction de l'Éducation, le gouvernement du territoire de Delhi, ou des organismes privés. En 2004–2005, il y avait 2 515 écoles primaires, 635 écoles moyennes, 504 collèges et 1 208 lycées à Delhi. La même année, les établissements d'enseignement supérieur de la ville comptaient 165 écoles, parmi lesquelles cinq écoles de sciences médicales, huit écoles de technologies et cinq universités: l'université de Delhi, l'université Jawaharlal Nehru, l'université Guru Gobind Singh Indraprastha, l'université Jamia Millia Islamia et l'université nationale publique Indira Gandhi ainsi que neuf autres établissements considérés comme des universités.
Les écoles privées de Delhi - qui utilisent l'anglais ou le hindi comme langue d'instruction - sont affiliées à un de deux corps d'administration : le certificat indien des études secondaires (ICSE) ou le conseil central pour les études secondaires (CBSE). En 2004-2005, environ 1,53 million d'élèves étaient inscrits dans les écoles primaires, 820 000 dans les collèges et 670 000 dans les lycées de Delhi. La population féminine étudiante représente 49 % des inscriptions. En 2004, le gouvernement de Delhi a dépensé entre 1,58 % et 1,95 % de son produit intérieur brut pour l'éducation.
Le système éducatif indien suit un schéma 10+2+3+2, différent du système français 5+4+3+3+2. Après avoir fini lun cycle de 10 ans qui correspond au niveau de 2nde en France, les étudiants choisissent des spécialisations pour les deux années qui suivent (qui correspondent à la 1ère et à la Terminale dans le modèle français). Ces deux années sont dispensées dans des universités juniors ou dans certaines écoles supérieures. Les spécialisations sont: lettres, commerce, sciences ou enseignement professionnel. Les étudiants qui choisissent de continuer préparent ensuite une licence à l'université ou une licence professionnelle dans les domaines du droit, de la médecine ou des technologies. Les établissements d'enseignement supérieur de renom à Delhi sont : l'Institut indien de sciences médicales, l'Institut indien de technologies de Delhi, l'Institut indien de commerce extérieur, l'Ecole des sciences économiques de Delhi, l'Ecole de commerce Shri Ram, le Collège Shri Ram pour les femmes, l'Institut de technologies Netaji Subhas, l'Ecole d'ingénieurs de Delhi et le Collège St Stephen.

## Médias

### Télévision
En tant que capitale de l'Inde, New Delhi est le centre du reportage politique ainsi que des émissions de télévision régulières des sessions du parlement indien. Beaucoup d'agences de médias nationales, comme l'agence d'état Press Trust of India, sont basées dans la ville. Les chaînes de télévision disponibles dans la ville incluent deux canaux terrestres libres offerts par Doordarshan, et plusieurs canaux câblés en hindi, anglais et langues régionales offerts par différents opérateurs. 

La télévision par satellite voit son nombre d'abonnés croître rapidement dans la ville.

### Presse écrite
La presse écrite garde sa place dominante pour les nouvelles populaires. Au cours de l'année 2004-2005,1029 journaux dans treize langues ont été publiés dans la ville, dont près de la moitié (492) en hindi comme le Dainik Hindustan, le Punjab Kesari, le Dainik Jagran, le Dainik Bhaskar et le Navbharat Times. Parmi les journaux en anglais The Hindustan Times, avec plus d'un million d'exemplaires quotidiens est le quotidien le plus distribué. Les autres principaux journaux en anglais sont l'Indian Express, le Times of India, The Hindu, The Pioner, l'Asian Age et Jansatta.

### Radio
La radio est un des médias de masse les moins populaires à Delhi bien que la radio FM ait gagné du terrain depuis l'inauguration de plusieurs nouveaux canaux de FM en 2006. Un certain nombre de stations radio publiques et privées émettent à Delhi parmi lesquelles nous pouvons citer Radio Mirchi, Gyan Vani Radio City et AIR (All India Radio).

## Sports
Comme dans le reste de l'Inde, le cricket est un sport populaire à Delhi. Il y a plusieurs terrains de cricket (ou maidans) dans la ville comme le stade Feroz Shah Kotla, un des plus anciens terrains de cricket en Inde, où ont lieu les rencontres internationales de cricket. L'équipe de cricket de Delhi représente la ville dans le trophée Ranji, un championnat national de première division joué entre différentes villes et états de l'Inde. D'autres sports tels que le hockey sur gazon, le football, le tennis, golf, badminton, natation, karting et tennis de table sont également populaires dans la ville.
Les équipements sportifs à Delhi incluent le stade Jawharlal Nehru et le stade couvert Indira Gandhi. Dans le passé, Delhi a accueilli plusieurs événements sportifs nationaux et internationaux, tels que les premiers et neuvièmes Jeux asiatiques ou encore les Jeux du Commonwealth de 2010, plus grand événement sportif jamais tenu dans la ville.

## Galerie photographique

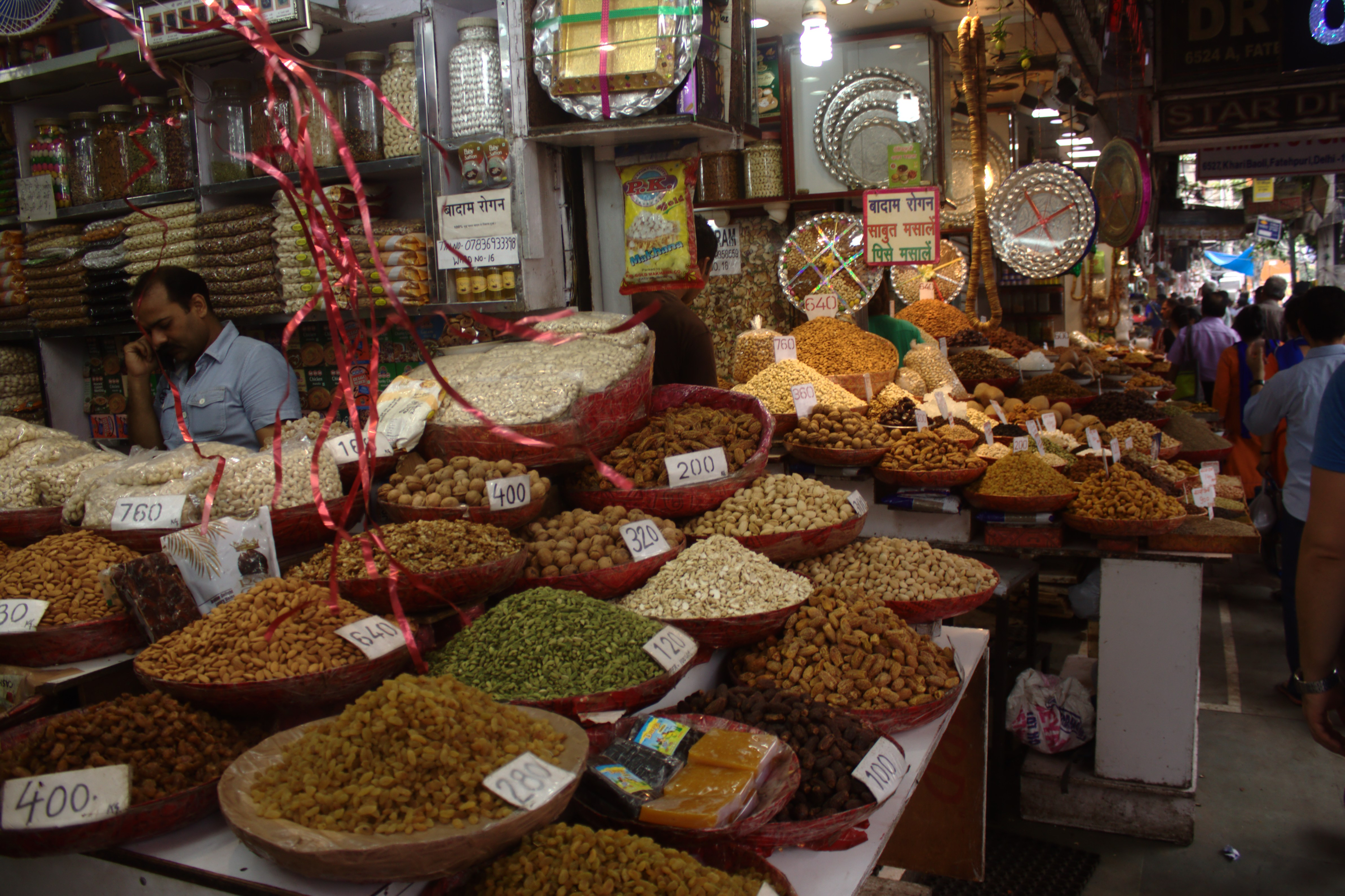
Khari Baoli, le Marché ou Bazar aux épices de la vieille ville.
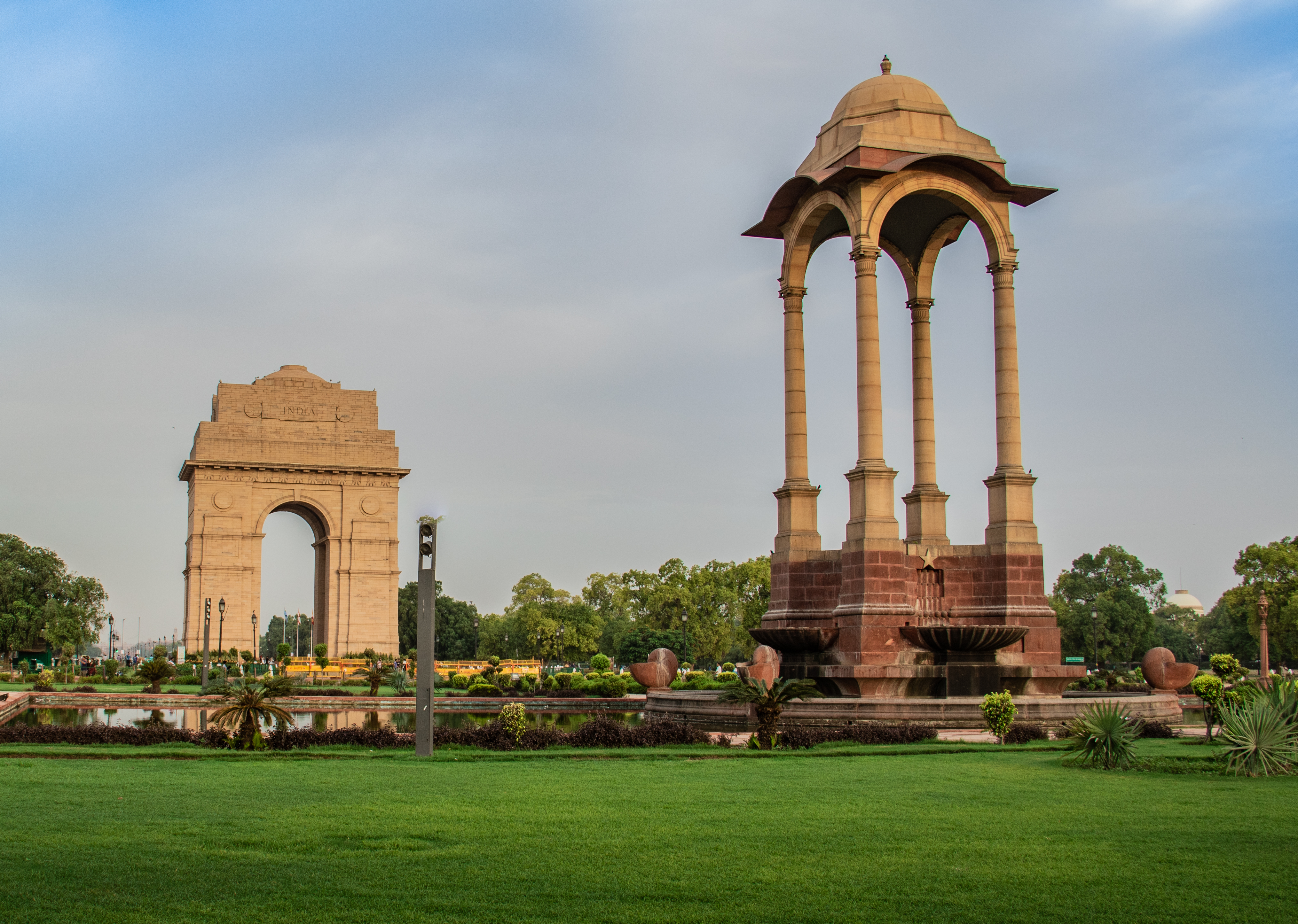
La Porte de l'Inde à New Delhi, sur Rajpath.
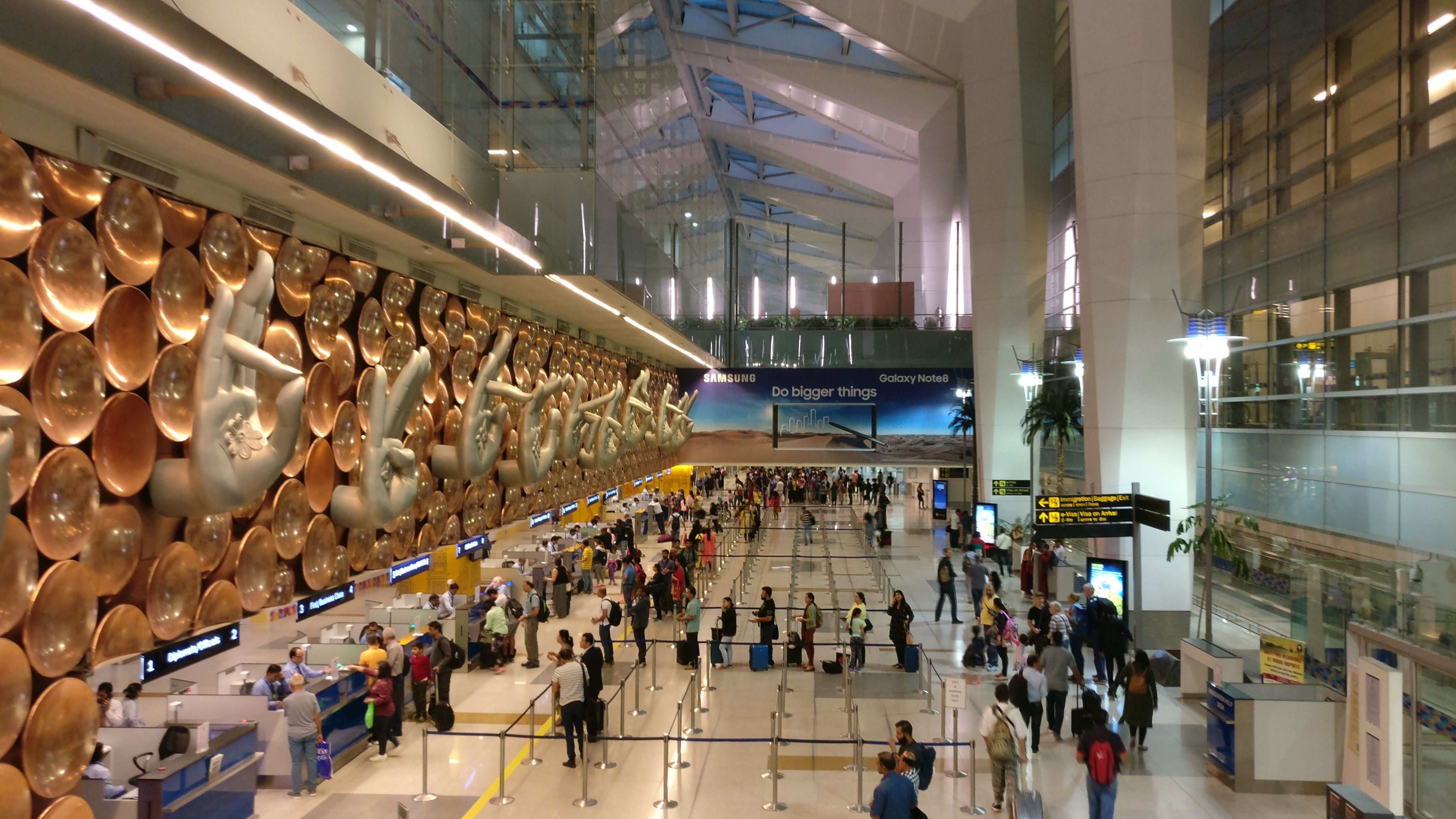
The Hand Mudras, installation artistique iconique de l'Aéroport international Indira-Gandhi, dans son terminal 3.
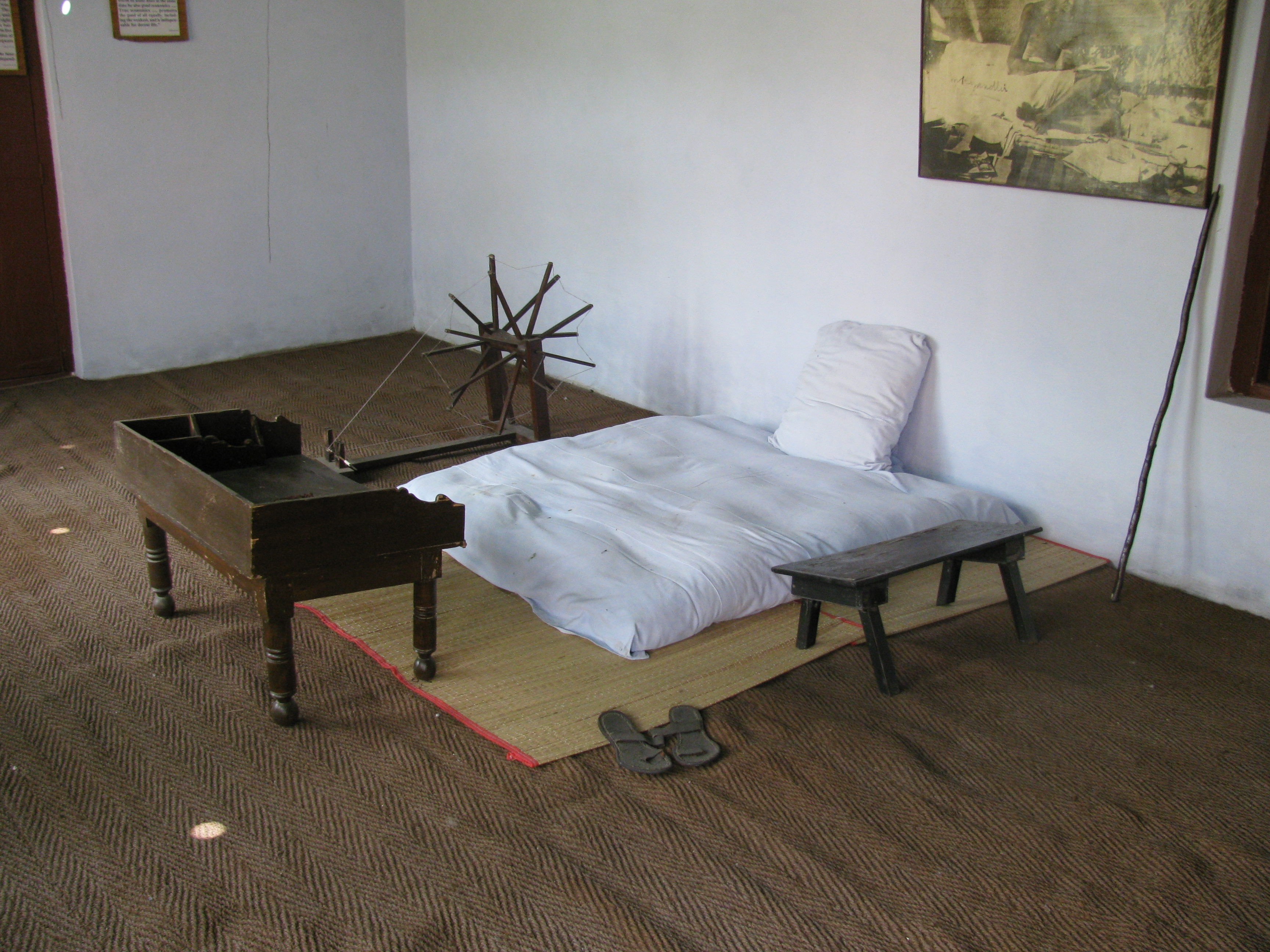
Musée National de Gandhi (chambre à coucher de Gandhi).
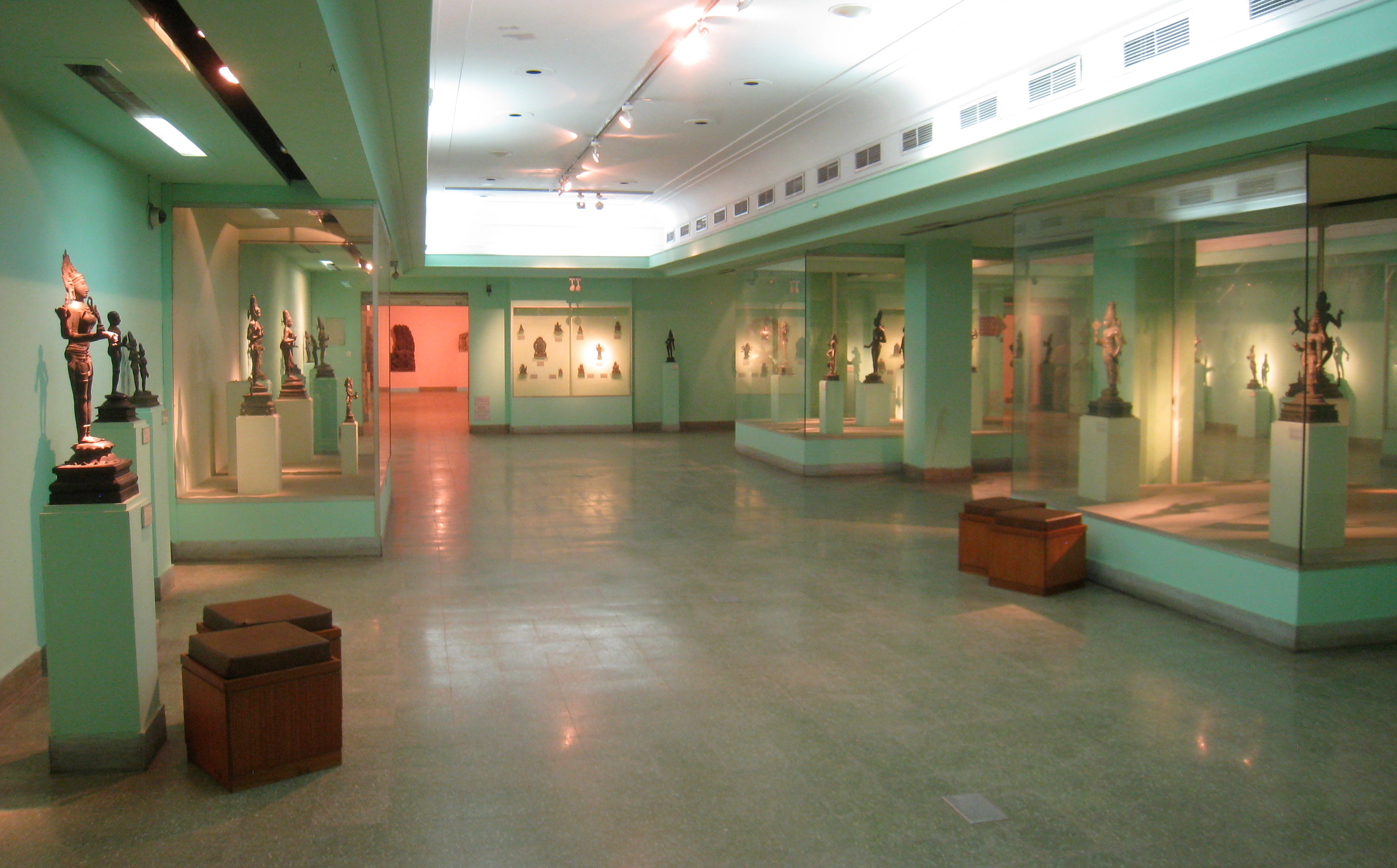
Salle d'exposition des statues de bronze cholas au Musée National.
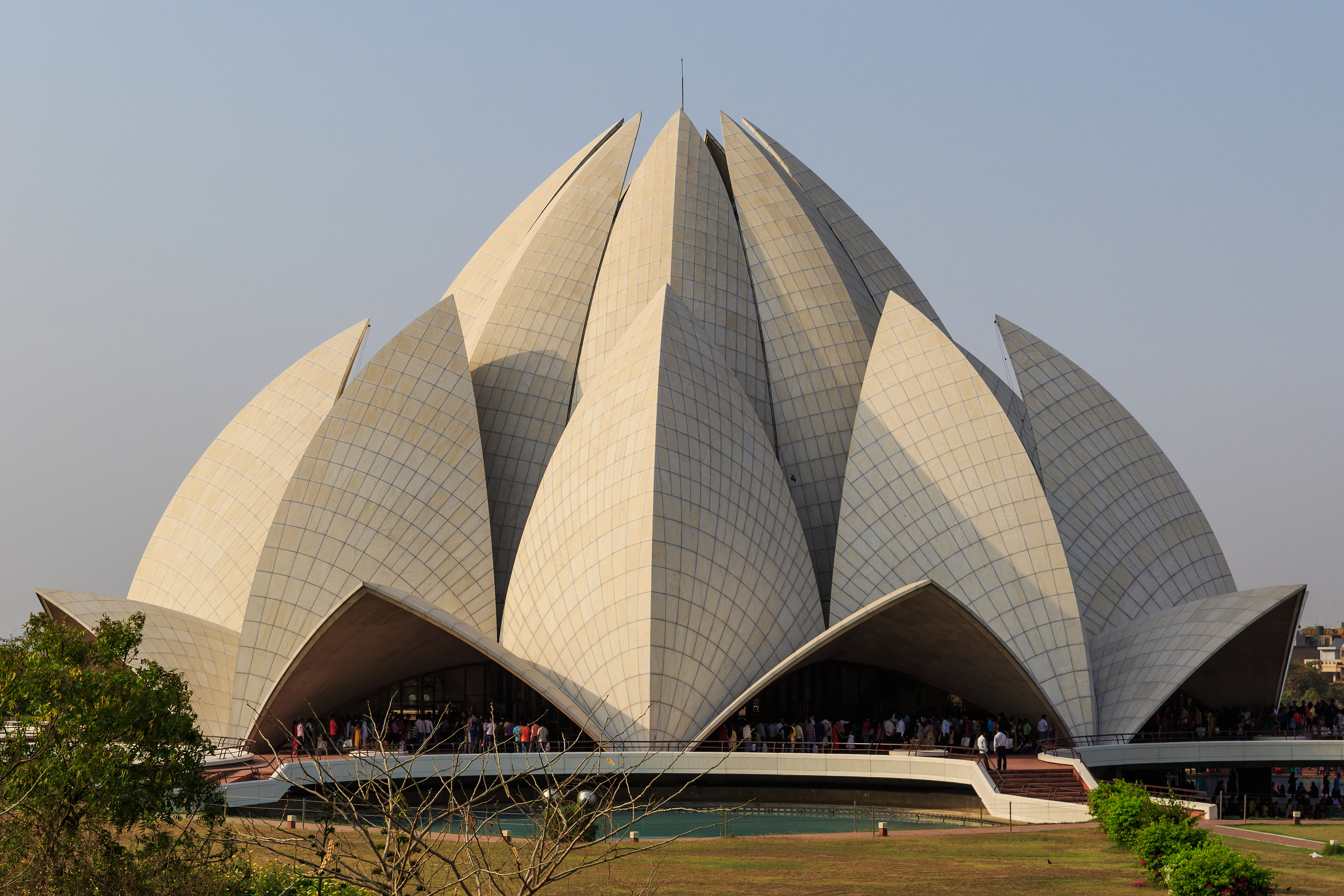
Le Temple du Lotus, maison d'adoration bahaïe et ouvrage important du XXe siècle.
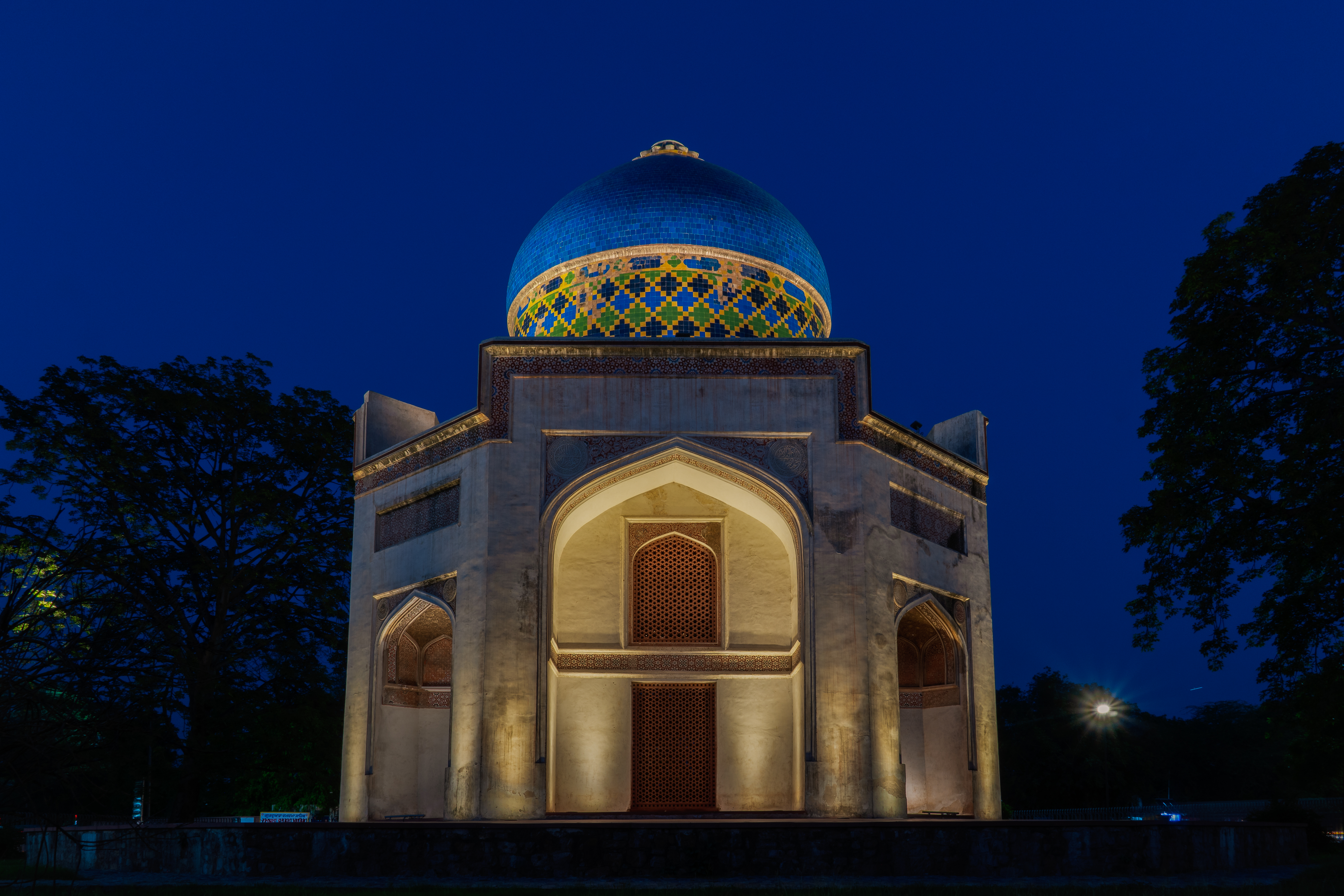
Le Sabz Burj, un des grands et nombreux monuments funéraires de la ville.
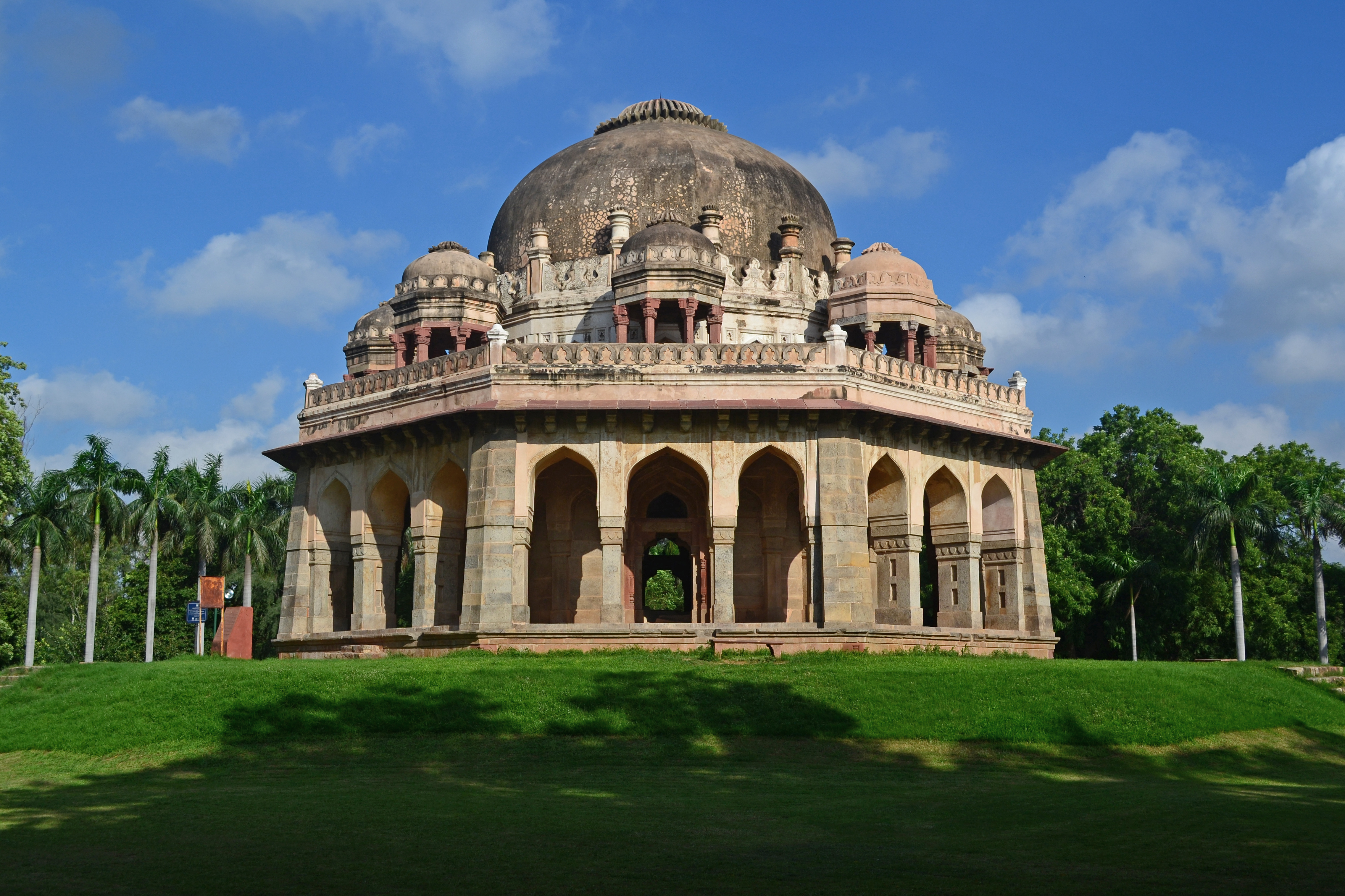
Tombeau de Mohammed Shah (Dynastie des Sayyid, XVe siècle) dans les jardins de Lodhi.
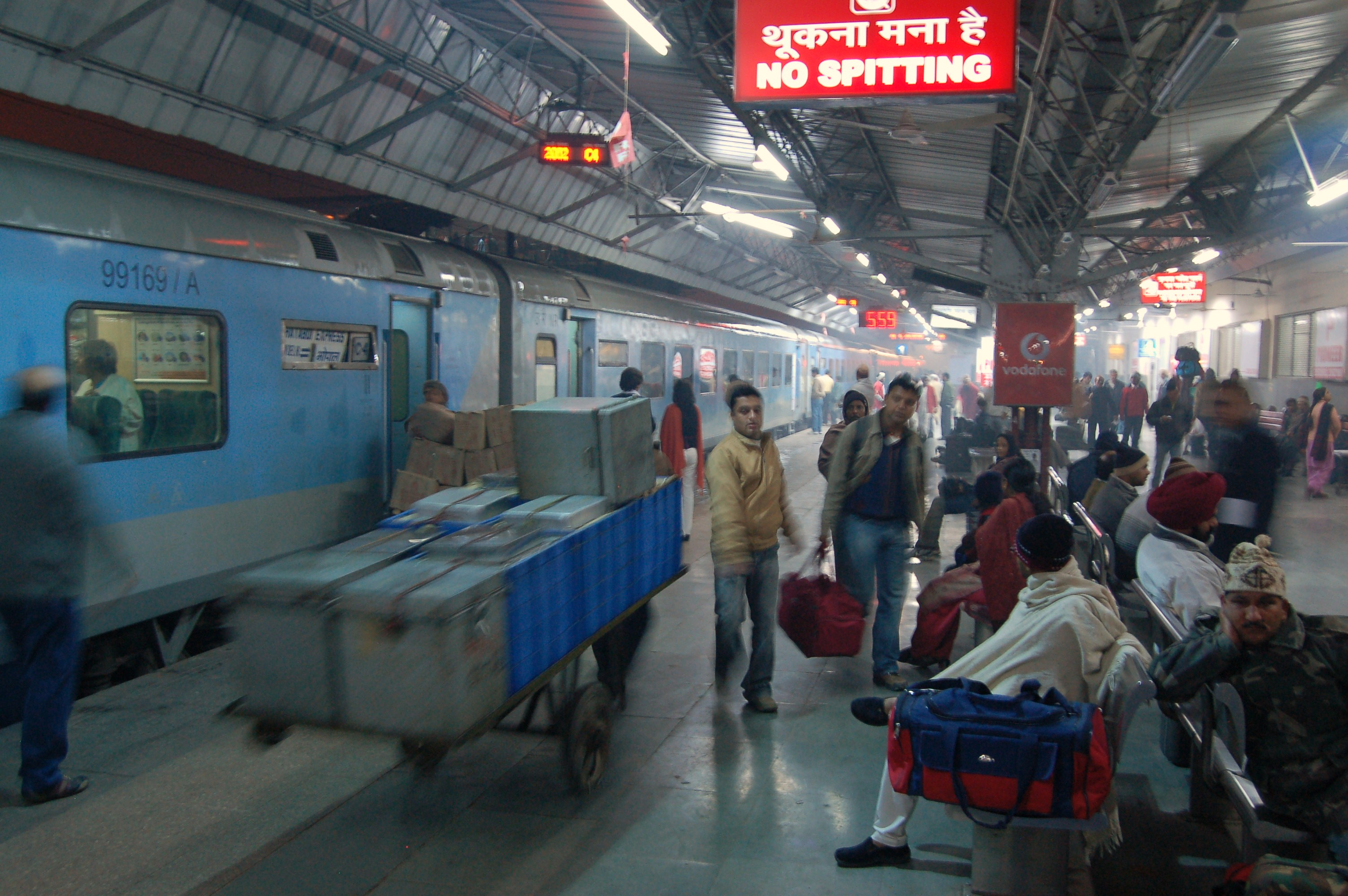
Le Quai 1 à la Gare de New Delhi, un matin d'hiver, le Bhopal Shatabdi Express y est stationné.
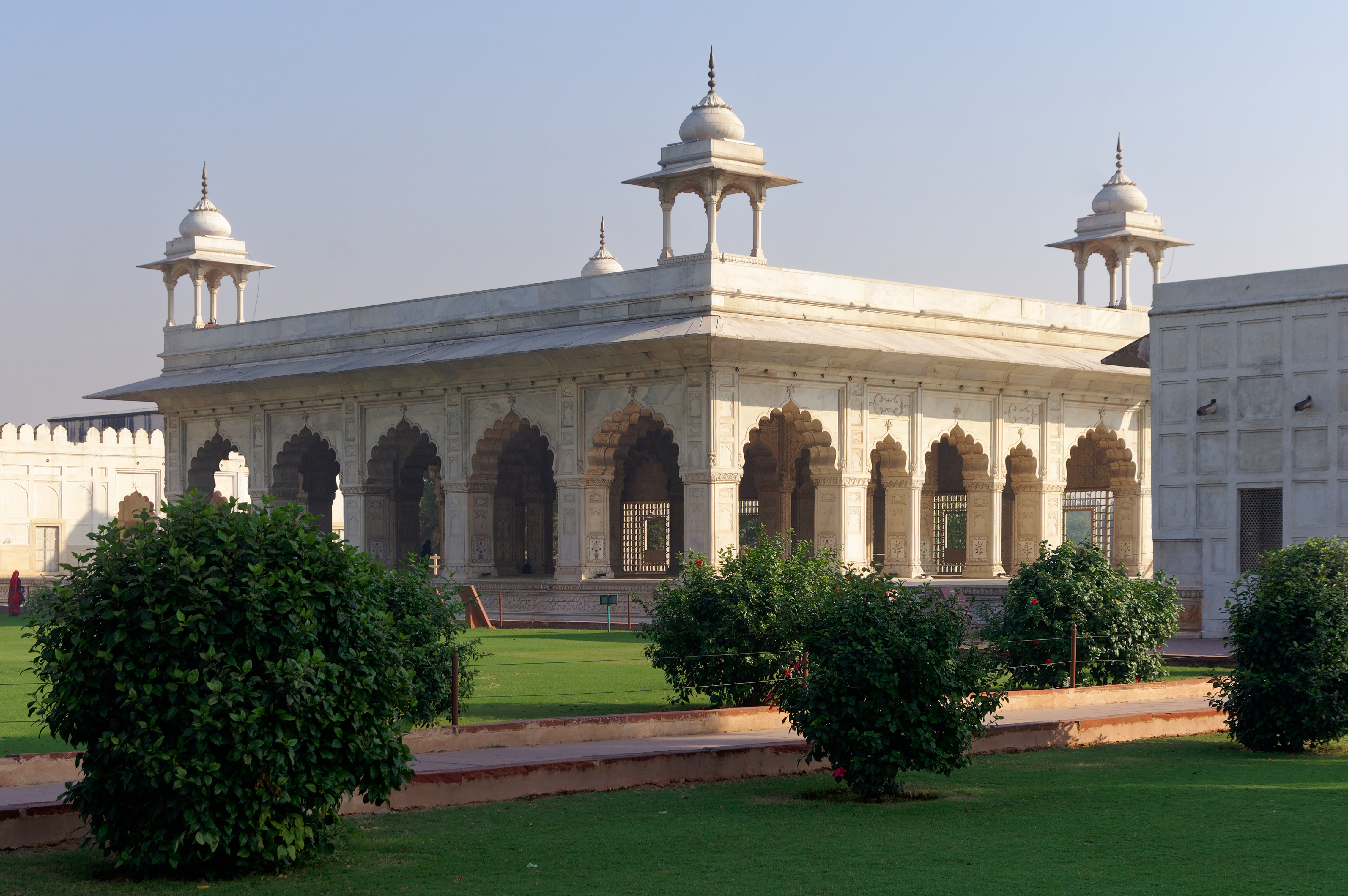
Le Pavillon Diwan-I-Khas au sein du complexe du Fort Rouge, résidence des empereurs moghols.
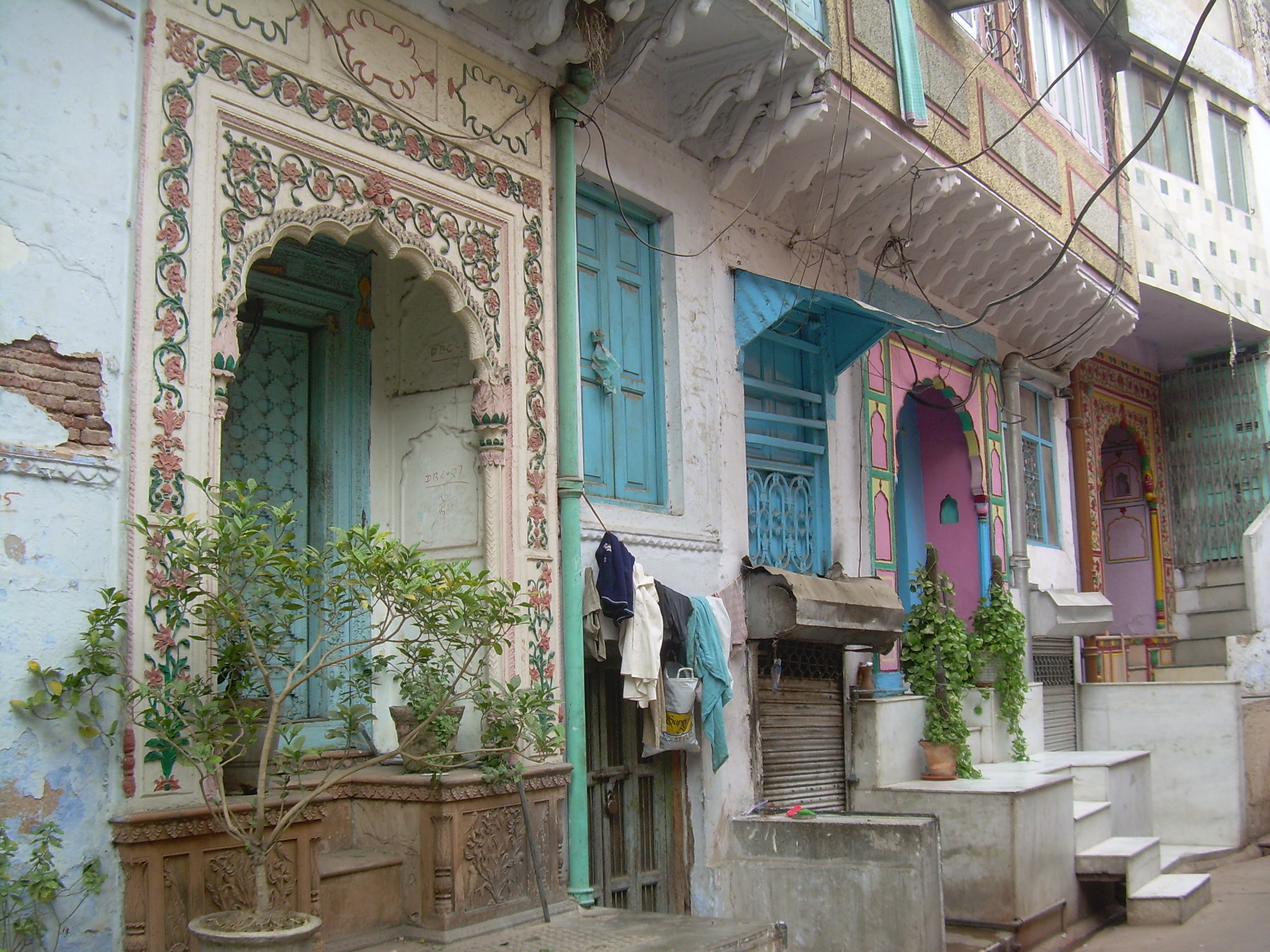
Entrées d'une rangée de maisons anciennes (havelis) dans le Vieux-Delhi.
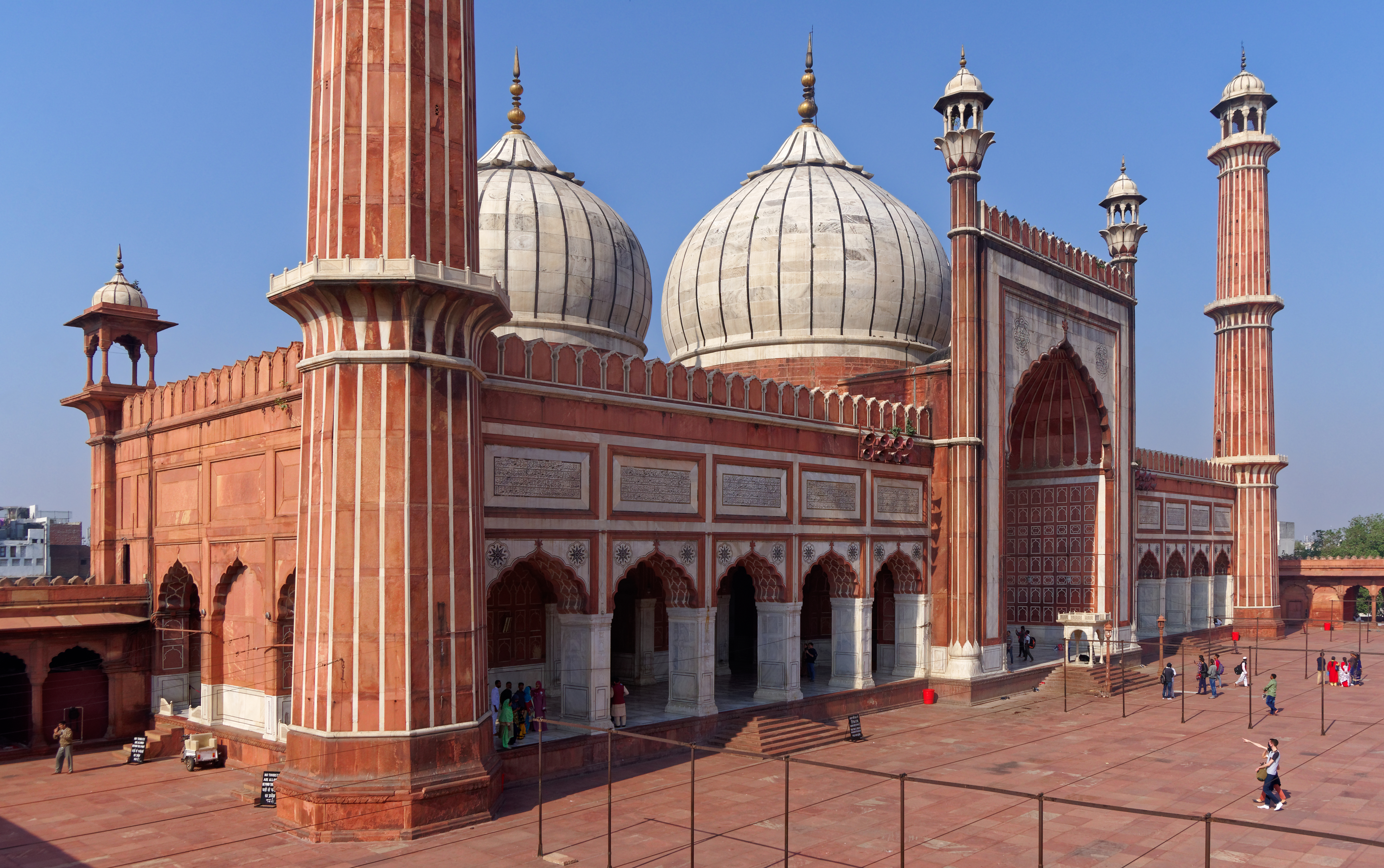
La Jama Masjid ou « Mosquée du Vendredi », la grande mosquée de la ville et important monument d'architecture moghole.
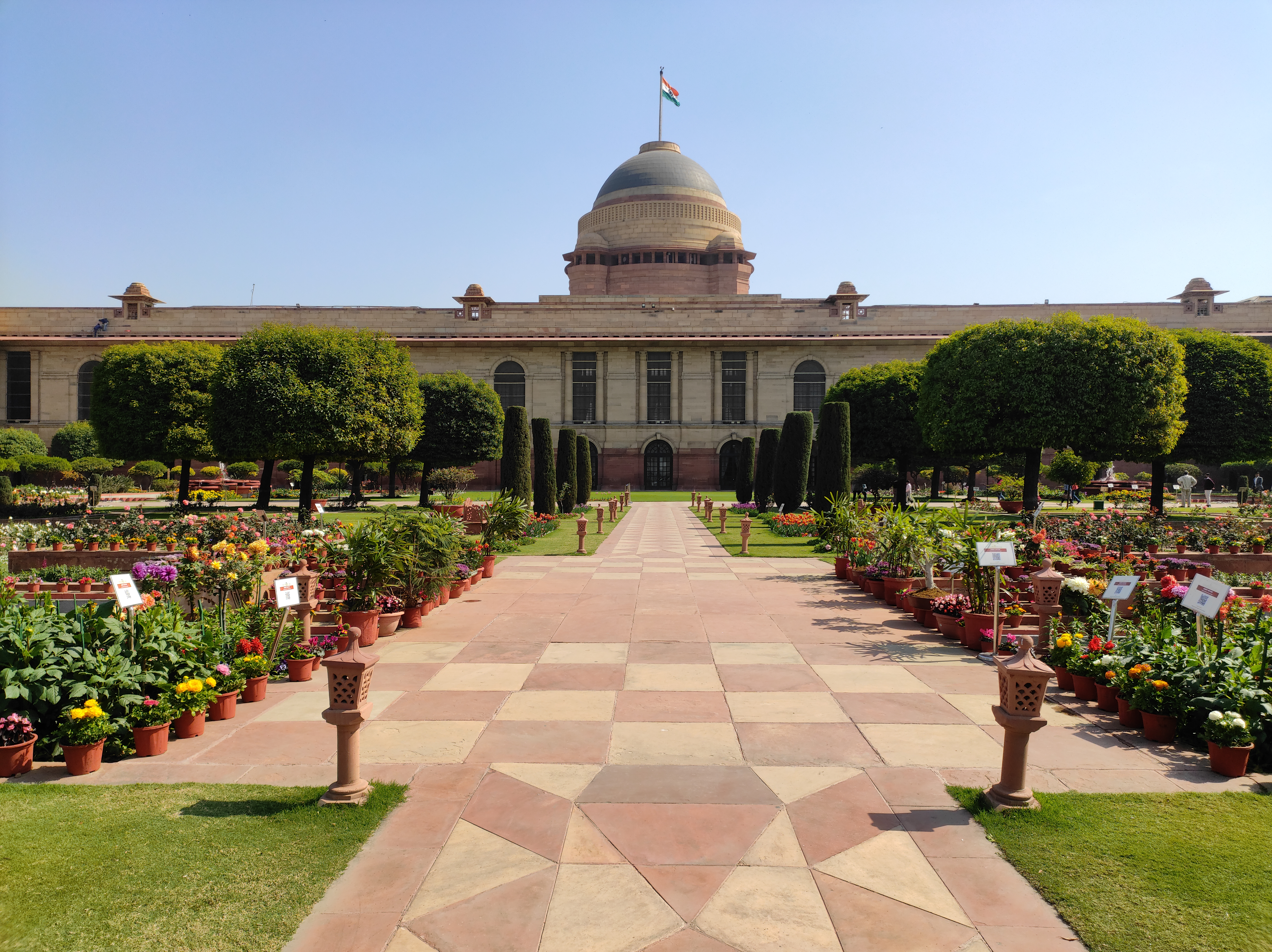
Le Rashtrapati Bhavan, le Palais présidentiel indien, vu depuis son jardin moghol.
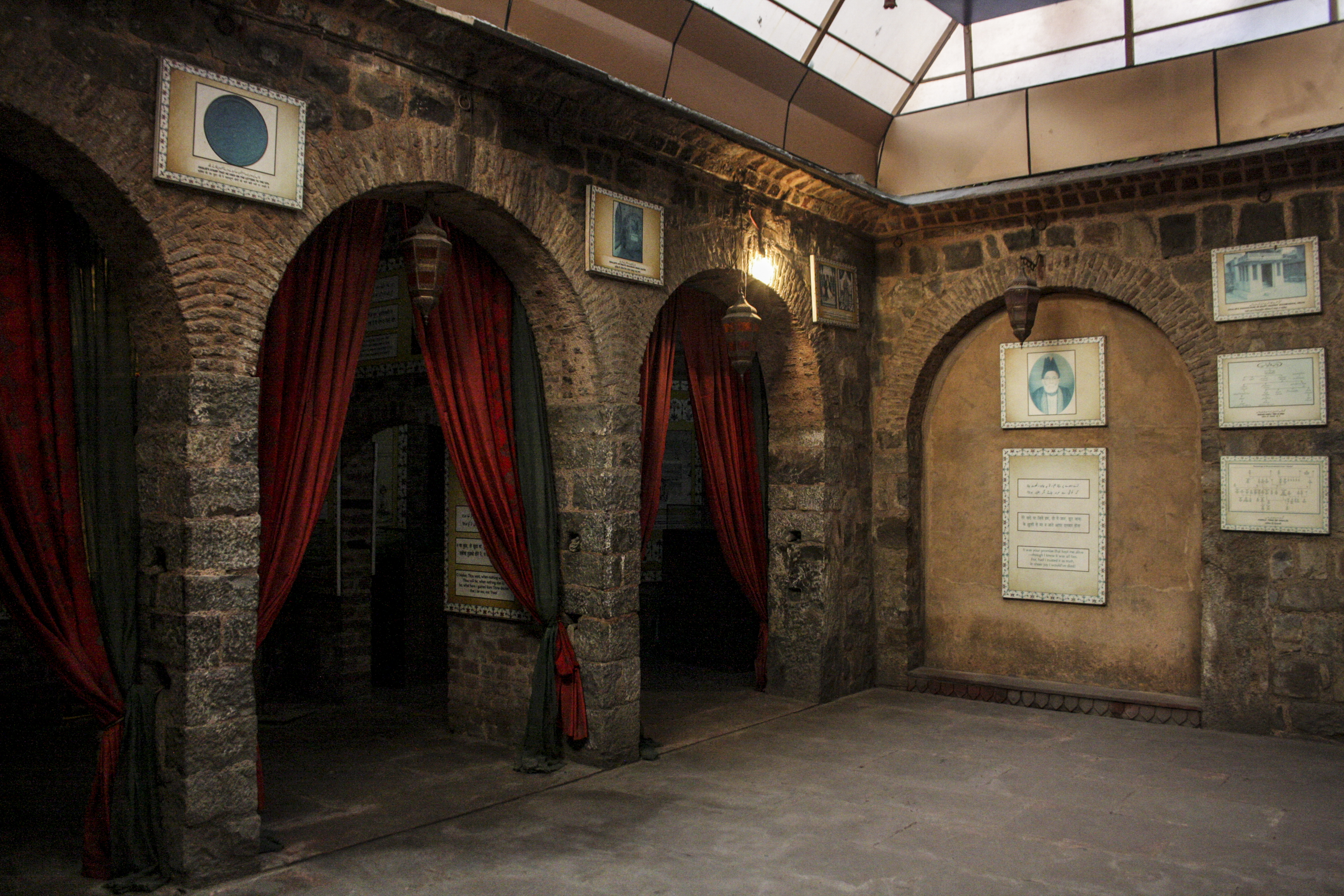
Patio de la Haveli-Musée de Mirza Ghalib, grand poète d'expression ourdoue, citoyen de la ville.
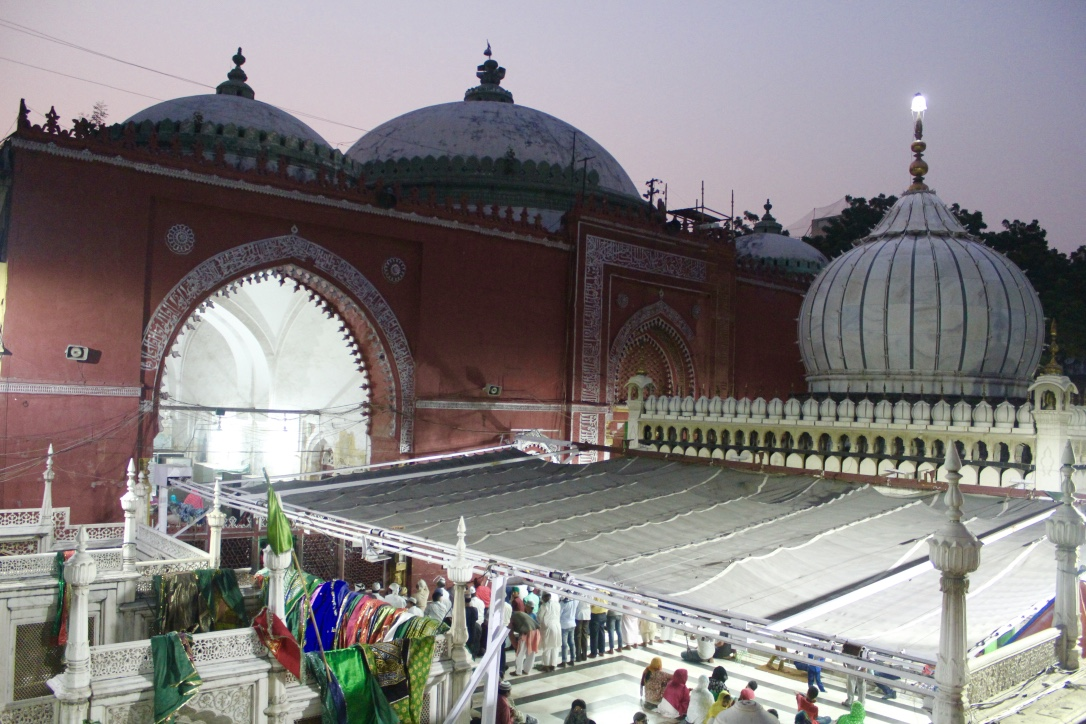
Le complexe du Dargah de Nizamuddin, un lieu majeur du soufisme en Asie du Sud voire Centrale.
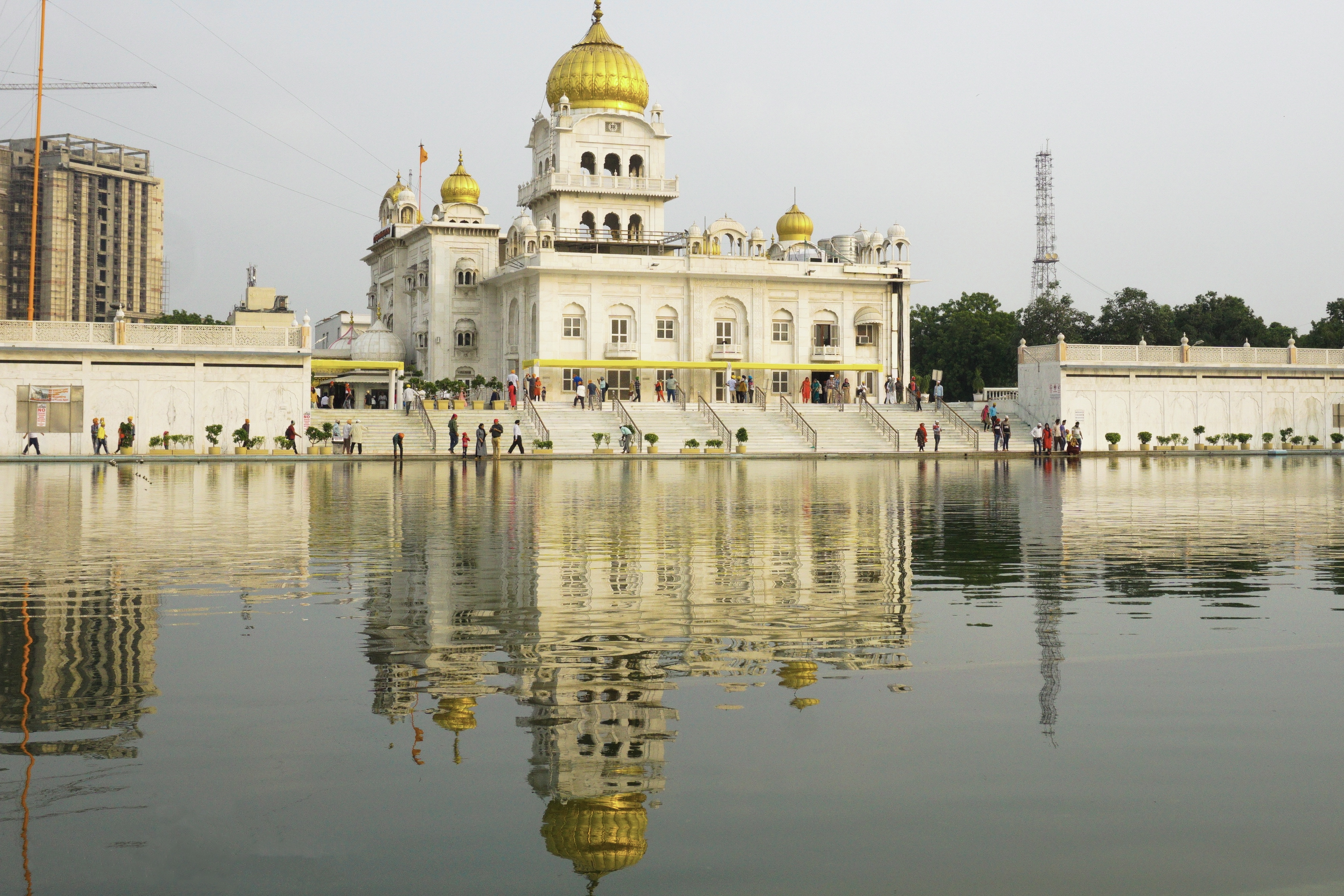
Le Sarovar ou Bassin du Gurudwara Bangla Sahib, lieu de culte sikh majeur de la ville.
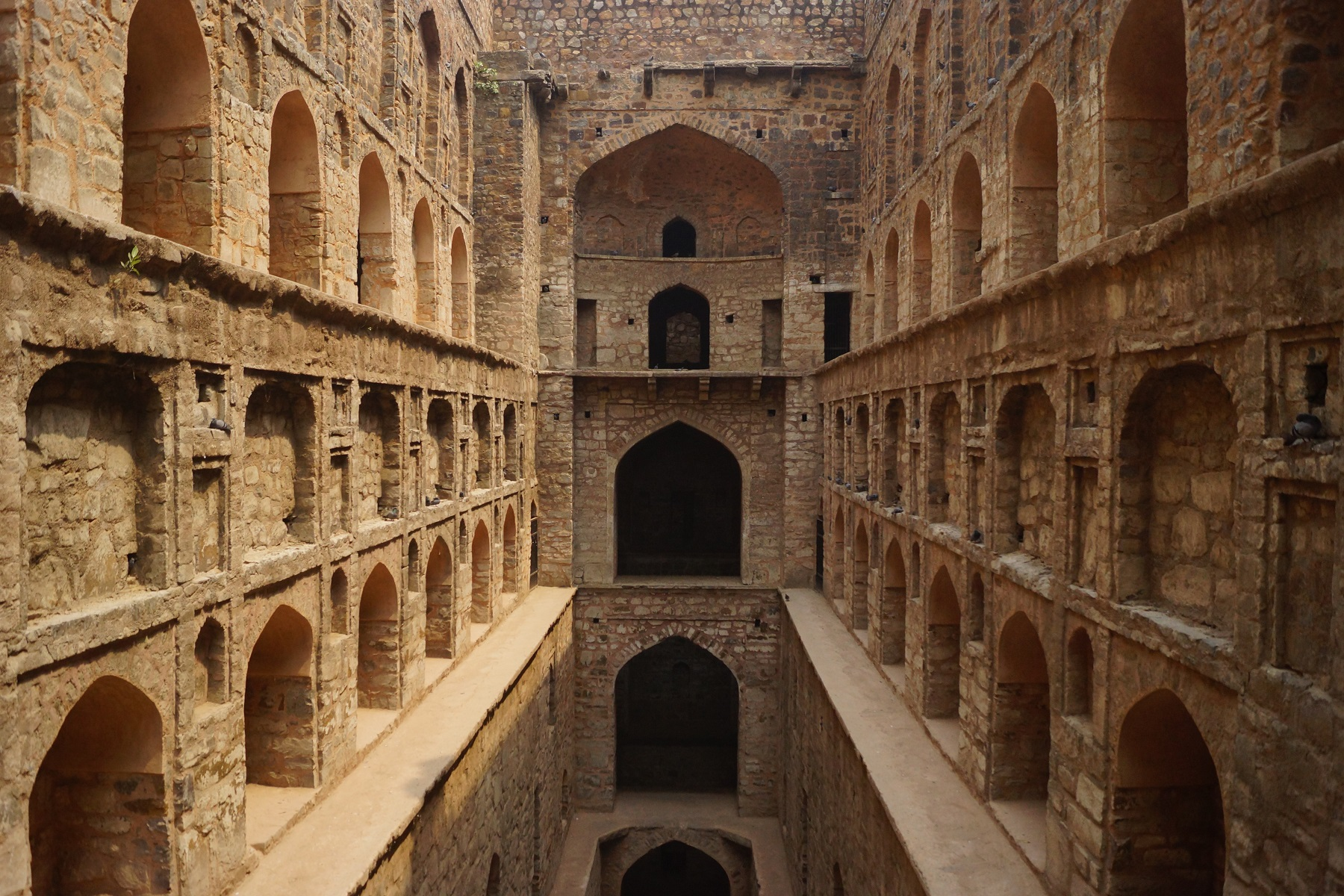
L'Agrasen ou Ugrasen ki Baoli, un bâoli du XIVe siècle.
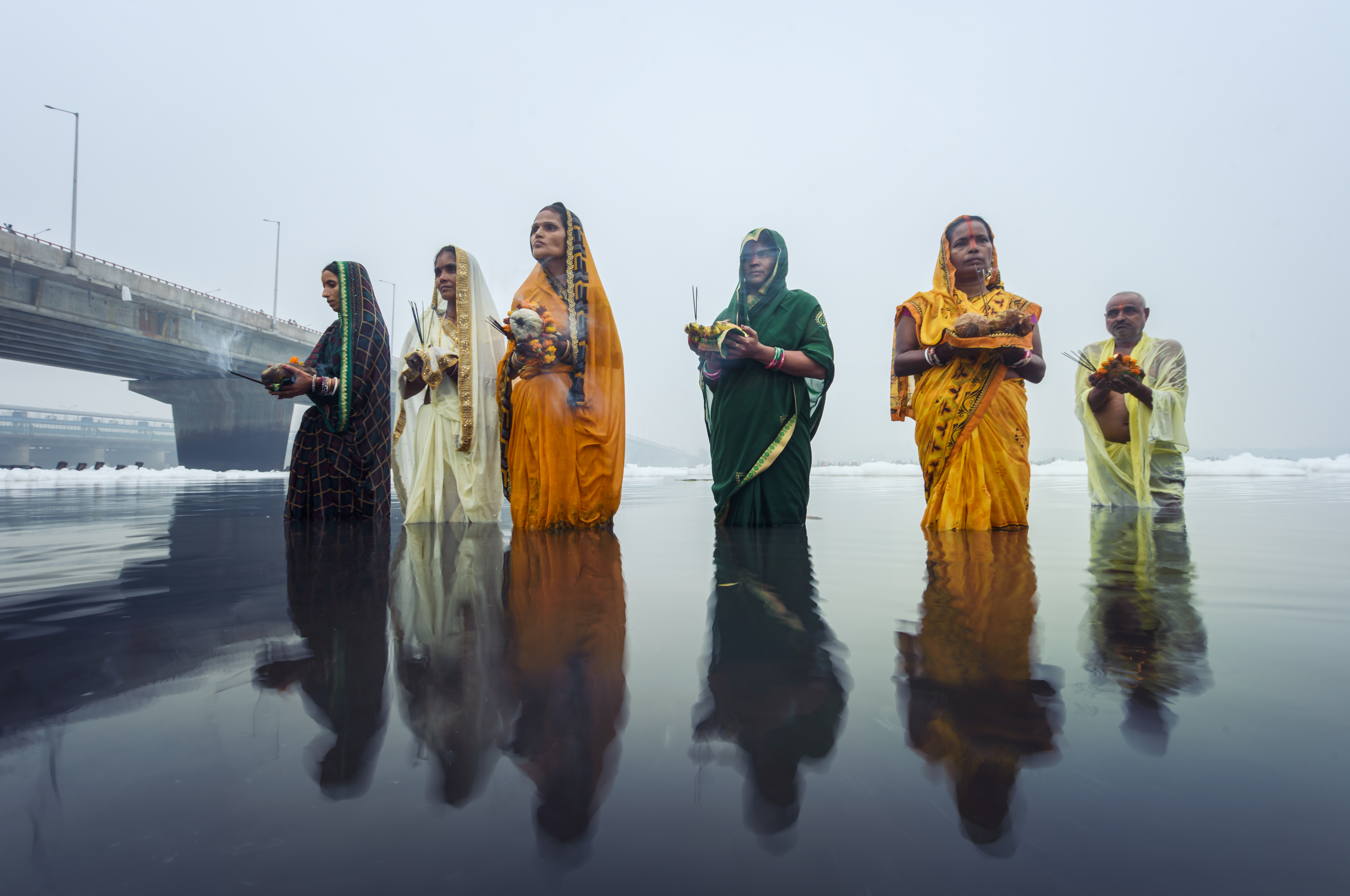
Des femmes biharies qui effectuent les rituels de la Chhath Puja, célébration conduite sur les rives de la Yamuna.